# Marseillan (Hérault)
Vous lisez un « bon article » labellisé en 2008.
Pour les articles homonymes, voir Marseillan.
Marseillan, est une commune française située dans le sud du département de l'Hérault, en région Occitanie. Depuis le 31 décembre 2002, elle fait partie de la communauté d'agglomération Sète Agglopôle Méditerranée. Il ne faut pas la confondre avec deux autres communes homonymes : Marseillan dans le Gers, et Marseillan dans les Hautes-Pyrénées.
L'histoire du territoire marseillanais est jalonnée, entre autres, par l'installation des Grecs sur le littoral agathois, la domination romaine, puis wisigothe, les incursions sarrasines, la croisade contre les Albigeois, l'incorporation au royaume de France, les guerres de religion… Ses populations ont su tirer profit des ressources naturelles offertes par l'étang de Thau ou la vigne, bien que plusieurs fois menacées comme lors de l'apparition de la pyrale au XVIIe siècle, du phylloxéra en 1876.
Marseillan est une commune urbaine et littorale qui compte 8 047 habitants en 2022, après avoir connu une forte hausse de la population depuis 1962. Elle est dans l'unité urbaine de Marseillan et fait partie de l'aire d'attraction d'Agde. Ses habitants sont appelés les Marseillanais ou Marseillanaises.
Exposée à un climat méditerranéen, elle est drainée par le canal du Midi, le ruisseau de Soupié et par divers autres petits cours d'eau. La commune possède un patrimoine naturel remarquable : trois sites Natura 2000 (les « herbiers de l'étang de Thau » et l'« étang du Bagnas » et l'« étang de Thau et lido de Sète à Agde »), quatre espaces protégés (la réserve naturelle nationale du Bagnas, l'« étang de Thau », « le Bagnas » et le « Lido de Thau ») et huit zones naturelles d'intérêt écologique, faunistique et floristique.
Son économie, basée sur la conchyliculture et la viticulture, est aujourd'hui aussi tournée vers le tourisme grâce à son extension balnéaire, Marseillan-Plage, et à ses ports de plaisance.

## Géographie

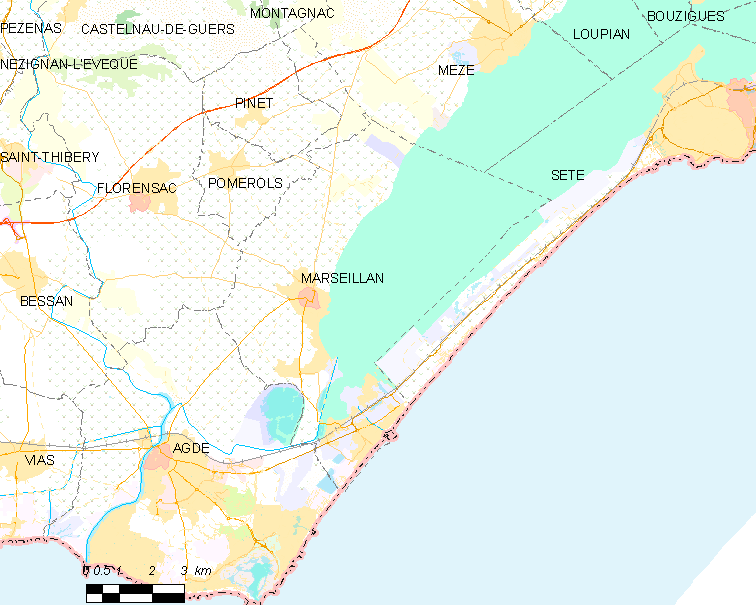
Carte de la commune de Marseillan.

Marseillan est une ville du Languedoc, située à 13,3 km de Sète et à 6,5 km d'Agde. Elle appartient au canton d'Agde, à l'arrondissement de Montpellier et fait partie des communes qui bordent l'étang de Thau. La ville compte 7 734 habitants à l’année, mais voit sa population largement augmenter durant la période estivale : elle est multipliée par dix et atteint 60 000 habitants durant cette période.
Le territoire marseillanais est relativement plat.

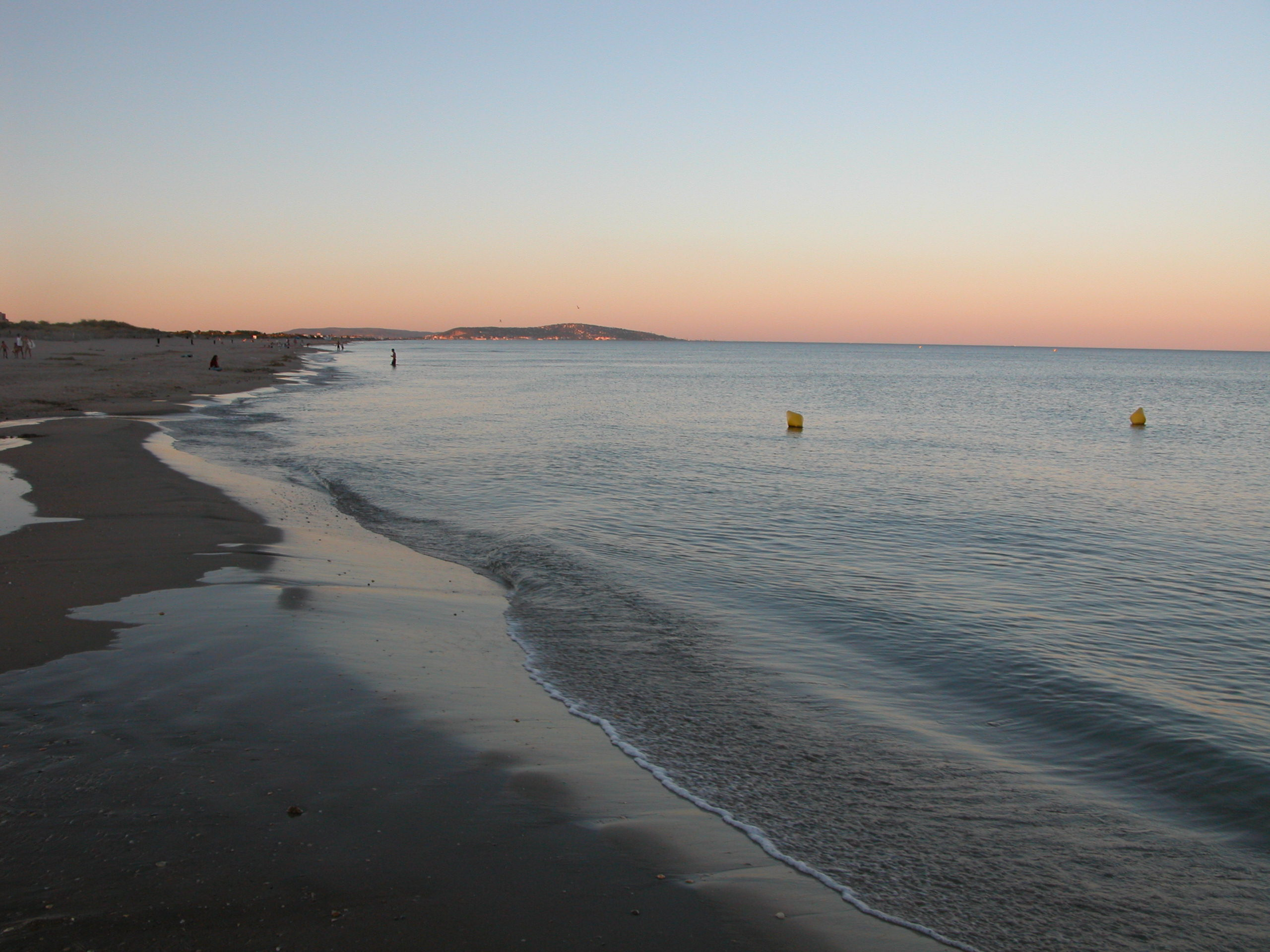
Marseillan-Plage au coucher du soleil.

### Communes limitrophes
Marseillan est limitrophe de cinq autres communes. Au nord-ouest, son territoire est distant d'environ cent mètres de celui de Pinet, dont il est séparé par un corridor qui lie deux parties de la commune de Pomérols.
| Pomérols  | Mèze       |      |
| Florensac | Marseillan | Sète |
| Agde      |            |      |

### Géologie
Le sous-sol de Marseillan est formé de roches sédimentaires du Pliocène (Cénozoïque) et d'alluvions du Quaternaire. On en déduit que la mer était avancée d'une quinzaine de kilomètres à l'intérieur des terres que nous connaissons aujourd'hui (jusqu'aux environs de la ville actuelle de Pézenas).

### Hydrographie
La commune de Marseillan est riveraine de l'étang de Thau, de l'étang du Bagnas sur sa limite ouest, et de la mer Méditerranée au sud ; elle comprend quelques petits ruisseaux et canaux.
Au lieu-dit les Onglous, le canal du Midi (créé par Pierre-Paul Riquet et reliant l'Océan Atlantique à la Méditerranée) se jette dans l'étang de Thau. Il alimente aussi en cas de reflux maritime l’étang du Bagnas situé dans la commune voisine d'Agde (d'ailleurs, Agde et Marseillan se les sont longtemps disputés, si l'on en croit les documents réunis par Jean Fayet ; voir bibliographie).

Le canal de Pisse-Saumes relie l'étang de Thau à la Méditerranée et c'est autour de son embouchure que s'articule Marseillan-Plage.

### Climat
Le climat qui caractérise la commune est qualifié, en 2010, de « climat méditerranéen franc », selon la typologie des climats de la France qui compte alors huit grands types de climats en métropole. En 2020, la commune est du type « climat méditerranéen » dans la classification établie par Météo-France, qui ne compte désormais, en première approche, que cinq grands types de climats en métropole. Pour ce type de climat, les hivers sont doux et les étés chauds, avec un ensoleillement important et des vents violents fréquents.
Les paramètres climatiques qui ont permis d’établir la typologie de 2010 comportent six variables pour les températures et huit pour les précipitations, dont les valeurs correspondent à la normale 1971-2000. Les sept principales variables caractérisant la commune sont présentées dans l'encadré ci-après.
| Paramètres climatiques communaux sur la période 1971-2000 - Moyenne annuelle de température : 14,7 °C - Nombre de jours avec une température inférieure à −5 °C : 0,9 j - Nombre de jours avec une température supérieure à 30 °C : 11 j - Amplitude thermique annuelle : 16 °C - Cumuls annuels de précipitation : 586 mm - Nombre de jours de précipitation en janvier : 5,2 j - Nombre de jours de précipitation en juillet : 2,4 j |

Avec le changement climatique, ces variables ont évolué. Une étude réalisée en 2014 par la Direction générale de l'Énergie et du Climat complétée par des études régionales prévoit en effet que la température moyenne devrait croître et la pluviométrie moyenne baisser, avec toutefois de fortes variations régionales. La station météorologique de Météo-France installée dans la commune et mise en service en 1986 permet de connaître l'évolution des indicateurs météorologiques. Le tableau détaillé pour la période 1981-2010 est présenté ci-après.
| Mois                                  | jan.            | fév.          | mars          | avril         | mai           | juin          | jui.          | août           | sep.           | oct.            | nov.            | déc.          | année     |
| ------------------------------------- | --------------- | ------------- | ------------- | ------------- | ------------- | ------------- | ------------- | -------------- | -------------- | --------------- | --------------- | ------------- | --------- |
| Température minimale moyenne (°C)     | 3,8             | 4,3           | 6,7           | 9,1           | 13            | 16            | 18,4          | 18,4           | 15             | 12,6            | 7,6             | 4,5           | 10,8      |
| Température moyenne (°C)              | 7,8             | 8,5           | 11,2          | 13,3          | 17,2          | 20,7          | 23,3          | 23,2           | 19,6           | 16,4            | 11,4            | 8,3           | 15,1      |
| Température maximale moyenne (°C)     | 11,7            | 12,6          | 15,6          | 17,6          | 21,4          | 25,5          | 28,3          | 28             | 24,2           | 20,1            | 15,2            | 12,2          | 19,4      |
| Record de froid (°C) date du record   | −8,5 12.01.1987 | −8,6 06.02.12 | −8,4 02.03.05 | 0,3 08.04.21  | 4,6 01.05.01  | 7,4 03.06.06  | 10,4 17.07.00 | 9,3 29.08.1986 | 6,5 29.09.1993 | 0,5 30.10.1997  | −6,4 22.11.1998 | −6,9 17.12.01 | −8,6 2012 |
| Record de chaleur (°C) date du record | 21 13.01.04     | 23,6 22.02.19 | 27,7 21.03.02 | 29,6 08.04.11 | 32,9 28.05.06 | 41,1 28.06.19 | 38,3 11.07.03 | 38,5 14.08.03  | 34,4 23.09.18  | 32,6 02.10.1997 | 25,7 15.11.15   | 20,9 30.12.21 | 41,1 2019 |
| Précipitations (mm)                   | 55,9            | 50,6          | 32,9          | 45            | 43,8          | 21,2          | 10            | 21,7           | 67,8           | 95,8            | 64,7            | 45,8          | 555,2     |

## Urbanisme

### Typologie
Au 1er janvier 2024, Marseillan est catégorisée petite ville, selon la nouvelle grille communale de densité à sept niveaux définie par l'Insee en 2022.
Elle appartient à l'unité urbaine de Marseillan, une unité urbaine monocommunale constituant une ville isolée,. Par ailleurs la commune fait partie de l'aire d'attraction d'Agde, dont elle est une commune de la couronne,. Cette aire, qui regroupe 6 communes, est catégorisée dans les aires de 50 000 à moins de 200 000 habitants,.
La commune, bordée par la mer Méditerranée, est également une commune littorale au sens de la loi du 3 janvier 1986, dite loi littoral. Des dispositions spécifiques d’urbanisme s’y appliquent dès lors afin de préserver les espaces naturels, les sites, les paysages et l’équilibre écologique du littoral, tel le principe d'inconstructibilité, en dehors des espaces urbanisés, sur la bande littorale des 100 mètres, ou plus si le plan local d’urbanisme le prévoit.

### Occupation des sols

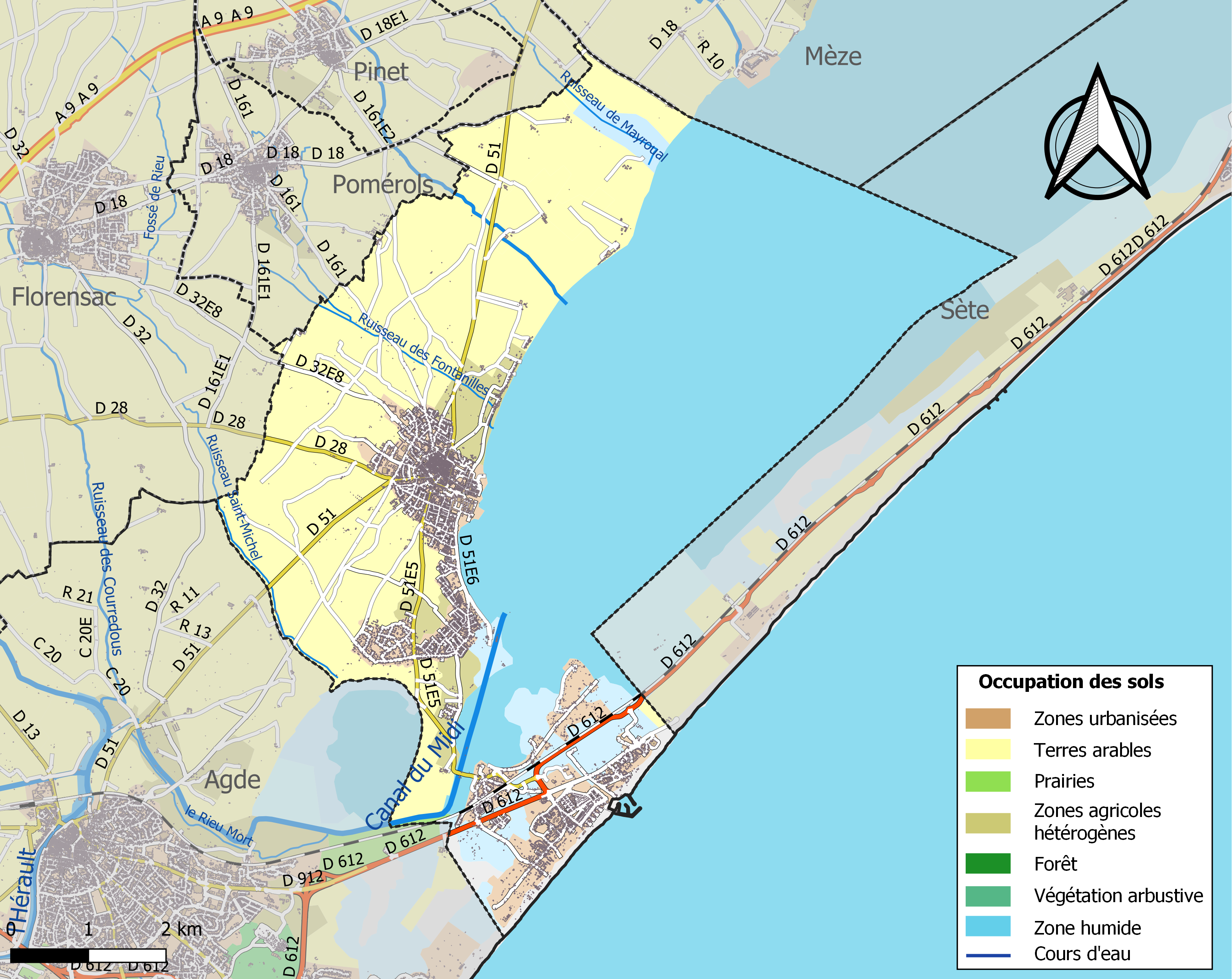
Carte des infrastructures et de l'occupation des sols de la commune en 2018 (CLC).

L'occupation des sols de la commune, telle qu'elle ressort de la base de données européenne d’occupation biophysique des sols Corine Land Cover (CLC), est marquée par l'importance des territoires agricoles (37,2 % en 2018), une proportion sensiblement équivalente à celle de 1990 (37,8 %). La répartition détaillée en 2018 est la suivante :
eaux maritimes (46,8 %), cultures permanentes (31,2 %), zones urbanisées (8,9 %), zones humides côtières (4,3 %), zones agricoles hétérogènes (3,1 %), terres arables (2,9 %), espaces ouverts, sans ou avec peu de végétation (1,1 %), zones humides intérieures (0,9 %), espaces verts artificialisés, non agricoles (0,8 %), prairies (0,1 %).
L'IGN met par ailleurs à disposition un outil en ligne permettant de comparer l’évolution dans le temps de l’occupation des sols de la commune (ou de territoires à des échelles différentes). Plusieurs époques sont accessibles sous forme de cartes ou photos aériennes : la carte de Cassini (XVIIIe siècle), la carte d'état-major (1820-1866) et la période actuelle (1950 à aujourd'hui).

### Morphologie urbaine

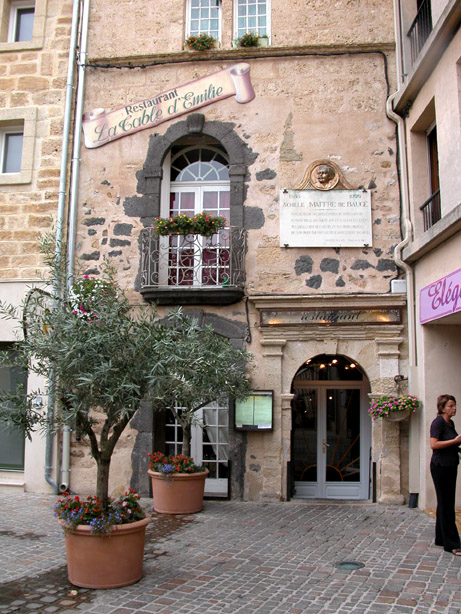
La maison natale d'Achille Maffre de Baugé, caractéristique du vieux Marseillan (encadrement de la fenêtre : pierres basaltiques noires d'Agde).

L'habitat se répartit en deux parties principales, distantes de cinq kilomètres environ, séparées par la pointe de l'étang de Thau et reliées par la route départementale D 51e5 : Marseillan-Ville et Marseillan-Plage. Marseillan-Ville, majoritairement habitée à l'année, s'articule autour d'un centre ancien ramassé autour de l'église Saint-Jean-Baptiste, de la place couverte et de la mairie. Les rues y sont étroites et tortueuses. On trouve en périphérie de la ville, notamment le long de l'étang, des constructions plus modernes. Marseillan-Plage se situe quant à elle dans la partie sud de la commune à l'embouchure du canal de Pisse-Saumes et s'étire le long de sa plage sur environ 2,5 km et autour de son port. En raison de la capacité d'accueil nécessaire à cette petite station balnéaire, la majorité des bâtiments sont relativement récents et surtout loués lors de la période estivale. De nombreux terrains de camping sont installés dans ce secteur, notamment en limite d'Agde. Entre ces deux noyaux, des lotissements récents se sont développés à proximité de la pointe des Onglous et au lieu-dit les Mougères, au nord de l'étang de Bagnas. Un habitat dispersé s'est également développé autour de la gare (hameau de Rieu, lieu-dit les Onglous).

### Logement
Le nombre total de logements dans la commune est de 7 770. Parmi ces logements, 34,2 % sont des résidences principales, 61,9 % sont des résidences secondaires et 3,9 % sont des logements vacants. Ces logements sont pour une part de 83,6 % des maisons individuelles, 13,9 % sont d'autre part des appartements et enfin seulement 2,6 % sont des logements d'un autre type. Le nombre d'habitants propriétaires de leur logement est de 66,6 % ce qui est supérieur à la moyenne nationale qui se monte à près de 55,3 %. En conséquence, le nombre de locataires est de 27 % sur l'ensemble des logements qui est inversement inférieur à la moyenne nationale qui est de 39,8 %. On peut noter également que 6,3 % des habitants de la commune sont des personnes logées gratuitement, alors qu'au niveau de l'ensemble de la France le pourcentage est de 4,9 %. Toujours sur l'ensemble des logements de la commune, 1,3 % sont des studios, 10 % sont des logements de deux pièces, 29,2 % en ont trois, 26,3 % des logements disposent de quatre pièces, et 20,5 % des logements ont cinq pièces ou plus.

### Projets d'aménagement
- Le réaménagement du centre-ville

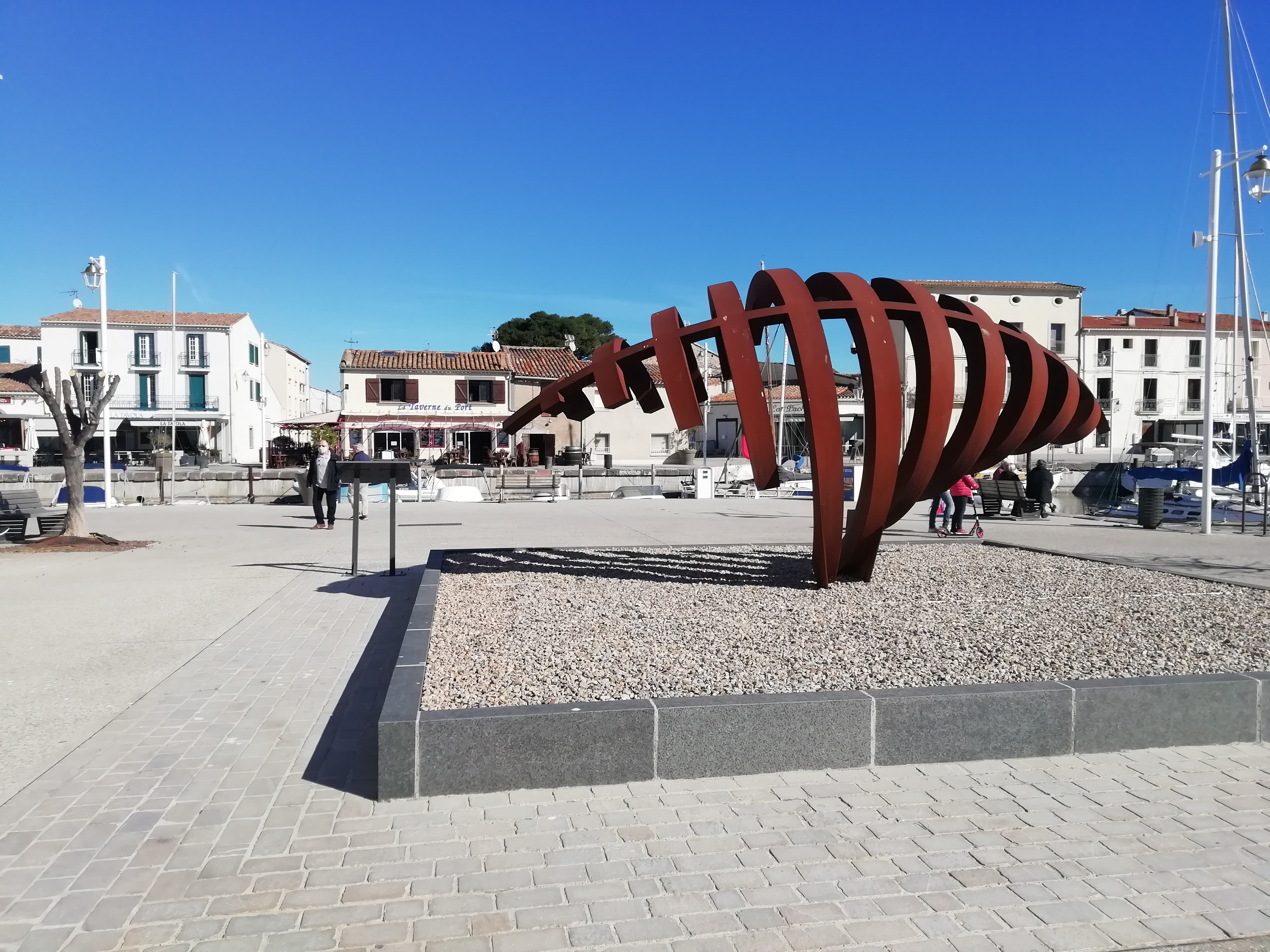
La place Noilly en centre ville.

La commune a engagé la rénovation urbaine de son centre-ville. Le pavage complet de cet espace avec un volet paysager repensé met en valeur le cœur de ville. Cet aménagement permet de valoriser le commerce local.
- Lido de Sète à Marseillan

Le lido de Sète à Marseillan est une bande sableuse de 11 km de long et 1 à 2 km de large, qui sépare l'étang de Thau de la mer Méditerranée. Avec l'accroissement de l'attraction touristique, il apparaît que l'espace a été dégradé non seulement par l'érosion naturelle mais aussi par les parcages anarchiques (présence, entre autres véhicules, de camping-cars en bordure de route). Érosion qui remet en cause la survivance des activités présentes sur le bandeau de sable (viticulture, entreprise d'embouteillage de Listel, camping du Castellas).
Le but du projet est de prévenir à long terme l'érosion de la plage (une perte de 45 ha a été constatée entre 1954 et 2000). Un recul de la route nationale 112 vers la voie ferrée est prévu (terminé depuis juillet 2010), ainsi que la création de parkings qui visent à remédier au stationnement dangereux le long de la route. L'installation d'une piste cyclable est aussi en cours.
Les travaux sont soutenus par l'Union européenne dans le cadre des projets sur le contrôle de l'érosion (programme Beachmed Interreg III C et Messina Interreg III C). Le montant du projet a été estimé à 50 millions d'euros.
- Port de Tabarka

Création d'une aire de carénage et d'une déchèterie utilisable par professionnels et usagers du port. Ce projet a pour but de rendre au port de Tabarka ses fonctions de pêche et de refaire du port de la ville un espace destiné aux plaisanciers.
Les travaux sont cofinancés par le conseil général de l'Hérault, la commune, l'Union européenne et l'agence de l'eau. Leur montant s'élève à 675 000 euros. Ils devraient être terminés fin 2008.

### Voies de communication et transports
Marseillan-Ville est principalement desservie par des routes départementales telles que la D 51 (d'ouest en est vers Agde et Mèze), la D 28 (vers Bessan), la D 161 (vers Pomérols) et la D 51e5 (vers Marseillan-plage).
L'axe routier le plus fréquenté de la commune, en particulier en période estivale, est la route départementale D 612 (ex RN 112). Il s'agit d'une route à deux voies qui relie Montpellier à Albi, en passant par Sète et Agde, et traverse la commune dans sa partie sud, en longeant le littoral parallèlement à la voie ferrée. D'importants travaux se sont déroulés depuis 2008 pour éloigner son tracé du bord de mer et permettre les aménagements de défense des plages, ils se sont terminés en juillet 2010.
L'autoroute A9, qui passe à environ sept kilomètres de la ville, est accessible par l'échangeur no 34 (Millau, Clermont-Ferrand, Pézenas, Agde, Vias), situé au nord de Bessan et distant d'une dizaine de kilomètres par la D 28. Similairement, l'autoroute A75, qui passe à environ quatorze kilomètres de la ville, est accessible par l'échangeur no 60 (Agde, Bessan, Florensac), situé au sud de Pézenas et distant d'une vingtaine de kilomètres par la D 13 et la D 28.
La commune est traversée dans sa partie sud par la ligne Bordeaux - Sète, ligne électrifiée à double voie qui constitue le grand axe ferroviaire du Languedoc. Cette ligne longe la rive sud du canal du Midi depuis Agde, puis s'engage dans le lido séparant l'étang de Thau de la mer Méditerranée en direction de Sète.
La gare de Marseillan-Plage se trouve dans le secteur des Onglous. Il s'agit d'une halte voyageurs desservie par quelques trains du réseau TER Languedoc-Roussillon exploité par la SNCF, desservant la section Narbonne - Montpellier. Un changement à Montpellier ou à Agde est souvent nécessaire pour rejoindre la gare de Marseillan-Plage. La gare d'Agde, desservie par la plupart des trains de grande ligne et les TGV se trouve à six kilomètres environ du centre de Marseillan-Ville.
En matière de transports publics, Marseillan se situe sur la ligne 915 du réseau Sète Agglopôle Mobilité, reliant Sète à Marseillan-Ville via Marseillan-Plage directement ou par correspondance. Elle comprend à Marseillan les arrêts : Victor Hugo, Place de la République, Le Port, Garrigues, L'Argentié, les Cigalines, les Ramiers, et Les Mougères ; à Marseillan-Plage : Les Onglous, Gare SNCF, le Ranch, Charlemagne, Méditerranée, le Canal et les Dunes.
Le réseau Hérault Transport dessert également la ville avec les lignes 650 vers Agde, Vias et Béziers, ses arrêts étant Les Écoles et Gare Routière, 323 vers Sète ou Pinet via Florensac et Pomerols, et 274 de Marseillan-Plage vers Agde (uniquement l'été).

### Risques naturels
- Les risques d'érosion[36] de la côte sont faibles à Marseillan mais elle n'en reste pas moins une zone inondable à cause de sa proximité avec l'étang de Thau et la mer Méditerranée.
- On constate de même un léger risque de glissement de terrain.
- Aucun danger (ou seulement léger) d'incendie n'est à noter à Marseillan[37].

## Toponymie

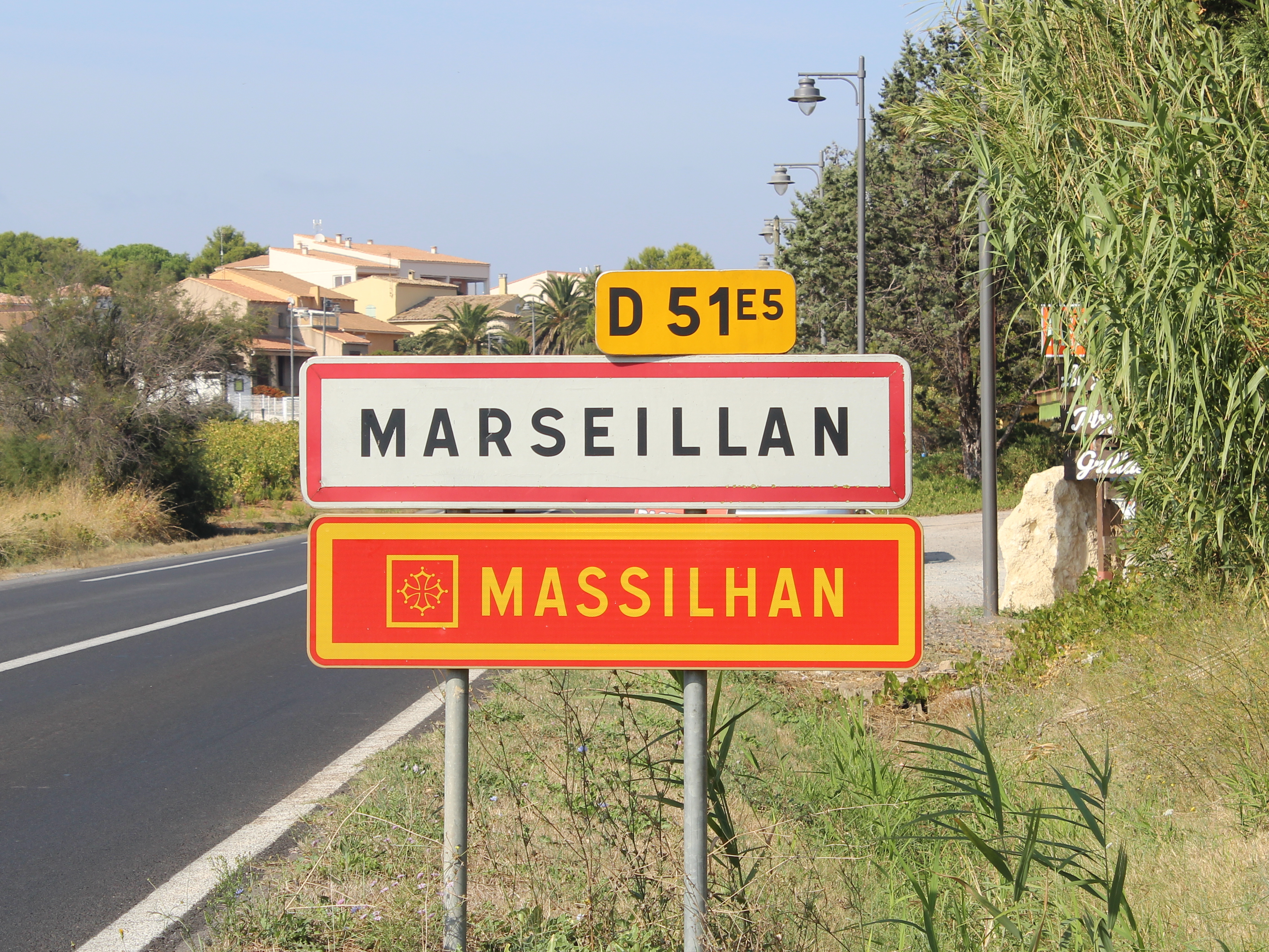
Panneau d’entrée en français et occitan.

Le nom officiel de la commune est Marseillan,. Marseillan-Plage désigne la partie sud de la commune au sud de l'étang de Thau, là où se situent le port et la gare de Marseillan-Plage.
Le nom est attesté sous les formes : villa Marciliano (927), S. Johannis qui est in villa Marciliano (958), villa Marceliano (1080), honore S. Stephani, qui est in villa Marceliano (1088), ad Marcelianum (1098), Petri Auriol de Marceillan (1119), in castro de Marceliano (1173), Marcillan (1418), Marseillan (1740).
Domaine gallo-romain : surnom latin Marcellus + suffixe -anum.
En occitan, la commune se nomme Massilhan.

## Histoire

### Héraldique
| Blason de Marseillan | Les armes de Marseillan se blasonnent ainsi : d'argent, à trois pals de gueules. Elles constituaient à l'origine le blason d'Ermengaud de Marseillan et possédaient quatre pals. |

### Faits historiques
Il a été émis l'hypothèse que Marseillan aurait été fondée par les Phocéens aux alentours de 550 av. J.-C. dans une zone d'abord habitée par des peuplades ligures ou ibères. La région fut ensuite occupée par les Volques Arécomiques (durant le IIIe siècle av. J.-C. ?), puis par les Romains (probablement à partir de 121 av. J.-C.).
Vers la fin de l'Empire romain d'Occident, les Vandales ravagèrent la Narbonnaise (Ves.), et, lorsque sa désintégration fut complète, le territoire de Marseillan tomba sous la domination wisigothe. Les Sarrasins occupèrent à leur tour la Septimanie, réunie au royaume franc par Pépin le Bref en 761.
À l'époque féodale, Marseillan devint une seigneurie laïque qui passa plus tard (1187) sous la férule de l'évêque d'Agde, lui-même vassal du comte de Toulouse, puis, après la croisade contre les Albigeois, du roi de France. On sait d'ailleurs que sa population ne fut pas insensible au catharisme puisque « tous les hommes de Marseillan » furent excommuniés par le légat du pape Honorius III (1218). L'apparition du consulat marseillanais est de peu antérieure (1170).
Le XIVe siècle est marqué comme ailleurs par les épidémies de peste qui touchèrent la ville en 1348, 1361 et 1375. Si le catharisme avait eu un succès certain à Marseillan, elle resta néanmoins catholique durant les guerres de Religion.
La ville put s'affranchir du pouvoir de l'évêque en 1563, et être désormais administrée par ses seuls consuls. La peste revint en 1572, 1628 et 1629. Le XVIIe siècle vit la reconstruction de l'église Saint-Jean-Baptiste et la création de confréries de pénitents bleus, blancs, noirs et gris. En 1683, le canal du Midi, qui débouche sur l'étang de Thau au voisinage de Marseillan, est ouvert à la navigation.
Les citoyens de la commune se réunissent au sein de la société révolutionnaire, créée en janvier 1790 et baptisée « Société des amis de la constitution et de l’égalité » ; après la chute de la monarchie, elle se choisit un nouveau nom, « Société des sans-culottes ». Elle compte 256 membres en ventôse an II. Une minorité contre-révolutionnaire crée en opposition la société antipatriotique en décembre 1792,. Une fois les passions apaisées, un nouveau conseil municipal décida la destruction des fortifications (1802), puis le culte fut rétabli (en 1803, dans l'église Saint-Roch jusqu'en 1822). À la Restauration, une école de filles dirigée par les sœurs de Saint-Maur fut créée (1819), suivie au début de la Monarchie de Juillet par une école publique, avec une classe gratuite (1831).
En 1849, une nouvelle épidémie de choléra frappe Marseillan.
À la fin du siècle, ce fut le phylloxéra qui s'abattit sur la commune (février 1876); elle dut attendre 1881 pour reconstituer son vignoble, de nouveau fortement touché par la crise vinicole de 1907.
Comme toutes les communes de France, Marseillan paya son tribut lors de la Grande Guerre ; elle vit aussi l'installation d'un hôpital pour blessés et l'un de ses enfants, le général Pierre Auguste Roques, commander la Ire armée française en 1915, et devenir ministre de la guerre en 1916.
Durant la Seconde Guerre mondiale, les Allemands construisirent des casemates aux Onglous, dont les habitants furent évacués, et entreprirent le creusement d'un fossé anti-char entre l'étang de Thau et la mer Méditerranée, continué plus tard par la municipalité pour créer un canal navigable.
L'après-guerre vit le développement de Marseillan-Plage.

## Politique et administration

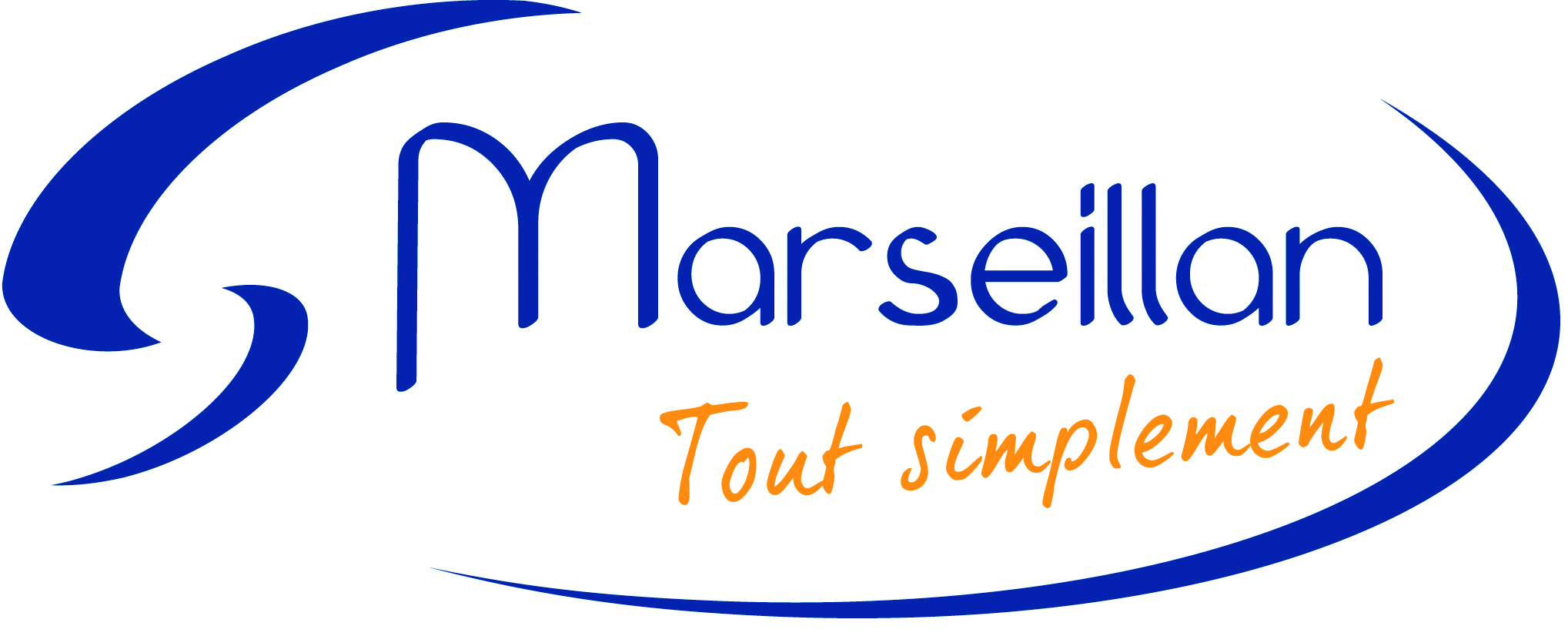
Logo de la ville depuis 2010.

Marseillan appartient au canton d'Agde et à la communauté d'agglomération du Bassin de Thau fondée en 2002, actuellement présidée par le maire UMP de Sète François Commeinhes et englobant 91 000 habitants. Sur le plan électoral, la ville fait partie de la septième circonscription de l'Hérault.
Le symbole de Marseillan est le crabe, animal familier de la Méditerranée et de l'étang de Thau et que l'on retrouve souvent représenté (en particulier sur le fanion du Club de voile marseillanais).

### Tendances politiques et résultats
Au vu des résultats des élections municipales 2008, Marseillan semble se situer majoritairement à droite. Cette tendance se vérifie avec les élections législatives 2007 : l'UMP y a obtenu 45,48 % des voix contre 13,89 pour les socialistes. On remarque néanmoins que le parti communiste y a totalisé 18,29 % des voix : ce score considérable est sans doute porté par le nombre important de viticulteurs et ouvriers de la ville, ainsi que par la présence d'une cellule du PCF au sein de la ville.
Lors du référendum du 29 mai 2005, Marseillan a voté le non à une forte majorité : 66,64 % (résultat sensiblement proche de celui de l'Hérault qui totalise 60,14 %).
Les élections municipales 2008 à Marseillan se sont déroulées sur deux tours : lors du premier qui a réuni 4 276 votants, la liste du maire sortant Williams Méric (PS) a obtenu 41,16 % des voix contre 30,89 % pour Yves Michel son successeur. Les listes de Jean-François Marty (UMP) et de Richard Fitoussi (DVD) ayant respectivement récolté 19,13 % et 8,82 % des voix. Au second tour, sur 4 573 votants, Yves Michel (UMP) l'a emporté en réunissant 53,18 % des voix contre 46,82 % pour Williams Méric.

### Administration municipale

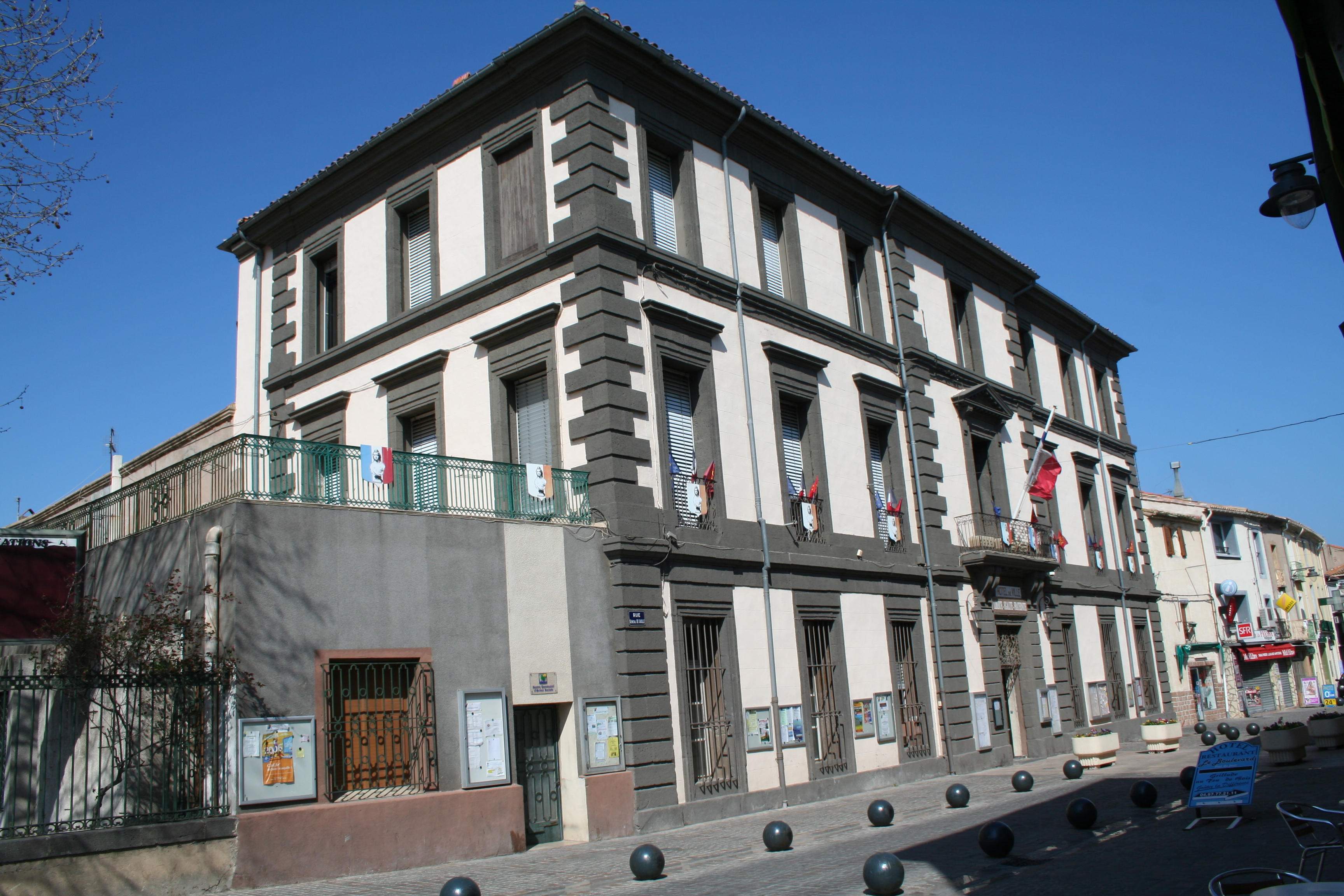
La mairie de Marseillan.

Depuis 1809, la mairie était installée dans un local peu confortable. Son déplacement avait été planifié plusieurs fois, mais sans cesse repoussé. C'est en 1888 que la maison Bouisset, où ce dernier vécut jusqu'à sa mort en 1888, fut rachetée par le négociant Jean Voisin selon un accord conclu avec Jean Bertouy, le maire. Mais il l'habita plutôt que de la revendre comme convenu à la commune et il fallut attendre 1919 pour que son héritier, Charles Rey, tienne l'engagement pris par son aïeul.
Le conseil municipal de Marseillan, présidé par le maire actuel Yves Michel, est composé de 29 conseillers et se réunit au minimum tous les trimestres dans la salle Paul-Arnaud.
Voici ci-dessous le partage des sièges au sein du conseil municipal de Marseillan :

### Liste des maires
| Période                       | Période                           | Identité                    | Étiquette   | Qualité           |
| ----------------------------- | --------------------------------- | --------------------------- | ----------- | ----------------- |
| 2 février 1790                | novembre 1790 (démission)         | Jean Charles Baille d'Astié |             |                   |
| novembre 1790                 | avril 1791 (démission)            | M. Baille-Maguelonne        |             |                   |
| 3 mai 1791                    | 30 mai 1791 (démission)           | M. Barral de Bourrut        |             |                   |
| 12 juin 1791                  | 16 juin 1791 (démission)          | Henri Billières             |             |                   |
| juin 1791                     | novembre 1791 (démission)         | Gaspard Canet               |             |                   |
| novembre 1791                 | décembre 1792 (démission)         | M. Baille-Maguelonne        |             |                   |
| janvier 1793                  | octobre 1793 (destitué)           | M. Bouisset                 |             |                   |
| octobre 1793                  | décembre 1793                     | M. Mas                      |             |                   |
| octobre 1794                  | novembre 1794                     | Jean-Baptiste Maffre        |             |                   |
| 1800                          | janvier 1807                      | M. Bouisset                 |             |                   |
| janvier 1807                  | avril 1808 (décès)                | Claude Félix Maffre         |             |                   |
| mai 1808                      | avril 1815                        | Honoré Tréboulou            |             |                   |
| avril 1815                    | août 1815 (révoqué)               | Claude Félix Maffre (fils)  |             |                   |
| septembre 1815                | novembre 1826 (démission)         | M. Banq-Mainy               |             |                   |
| décembre 1826                 | décembre 1829                     | Jean Cathalan               |             |                   |
| décembre 1829                 | mars 1832 (démission)             | Lucien Baille               |             |                   |
| avril 1832                    | août 1837 (démission)             | M. Maffre-Lacan             |             |                   |
| août 1837                     | novembre 1837 (intérim)           | Jean Cathalan               |             |                   |
| novembre 1837                 | mars 1848 (démission)             | M. Maffre-Bousquet          |             |                   |
| mars 1848                     | septembre 1848 (maire provisoire) | Lucien Baille               |             |                   |
| septembre 1848                | mars 1851 (démission)             | Lucien Baille               |             |                   |
| mars 1851                     | décembre 1851                     | Henri Maffre                |             |                   |
| février 1852                  | août 1860                         | Jean Maffre-Baugé           |             |                   |
| août 1860                     | septembre 1870                    | M. Maffre Saint-Victor      |             |                   |
| septembre 1870                | avril 1871                        | Lucien Baille               |             |                   |
| mai 1871                      | février 1874 (destitué)           | Henri Maffre                |             |                   |
| février 1874                  | mai 1876 (démission)              | M. Majory                   |             |                   |
| mai 1876                      | septembre 1877 (révoqué)          | Henri Maffre                |             |                   |
| octobre 1877                  | décembre 1877 (démission)         | M. de Bonnefoy              |             |                   |
| décembre 1877                 | janvier 1881                      | Henri Maffre                |             |                   |
| janvier 1881                  | mai 1882 (démission)              | Jean Almaric                |             |                   |
| mai 1882                      | juin 1884                         | Jean Rigaud                 |             |                   |
| juin 1884                     | septembre 1884                    | Henri Maffre                |             |                   |
| octobre 1886                  | mai 1913 (décès)                  | Jean Bertouy                |             |                   |
| juin 1913                     | mai 1935                          | Marius Roqueblave           |             |                   |
| mai 1935                      | mai 1941                          | Étienne Maffre              |             |                   |
| avril 1942                    | décembre 1962 (démission)         | André Filliol               |             |                   |
| janvier 1963                  | février 1973 (démission)          | Henri Maurin                |             |                   |
| février 1973                  | mars 1977                         | Raoul Duvochel              |             |                   |
| mars 1977                     | juillet 1982                      | Gilbert Ribes               | PCF         |                   |
| juillet 1982                  | 1989                              | Paul Arnaud                 |             |                   |
| 1989                          | juin 1993                         | Louis Boudou                |             |                   |
| juin 1993                     | mars 2001                         | Jean Benoit                 | RPR         |                   |
| mars 2001                     | mars 2008                         | Williams Méric              | PS          |                   |
| mars 2008 (réélu en mai 2020) | En cours                          | Yves Michel                 | UMP puis LR | Chef d'entreprise |

### Instances judiciaires et administratives
La ville dispose d'un service de police municipale ainsi que d'une gendarmerie.
Marseillan fait partie de l'arrondissement judiciaire de Béziers, et dépend donc des tribunaux d'instance et de grande instance ainsi que du conseil de prud'hommes de Béziers. La ville dépend également de la cour d'appel et du tribunal administratif de Montpellier.

### Politique environnementale
Ces dernières années (majoritairement depuis 2003), Marseillan a mis en place divers dispositifs d'écologie urbaine visant à favoriser la protection et la propreté de ses espaces de vie :
- En différents points de la ville, elle met à disposition des « canibox » distributeurs de sachets visant au nettoyage des déchets canins. Néanmoins si beaucoup de Marseillanais se prêtent au jeu, ce n'est pas le cas de tous et il reste encore une grande part de chemin à faire en ce qui concerne la sensibilisation à ce nouveau comportement civique.
- Dispositif quasi universel en France à ce jour, la ville est aussi partisane du tri sélectif (verres, poubelles grises et jaunes). Des collecteurs de vêtements existent également.
- Une déchèterie est implantée à la sortie de Marseillan en direction d'Agde : elle accepte les dépôts particuliers, toutes sortes de déchets (cartons, végétaux, gravois…).

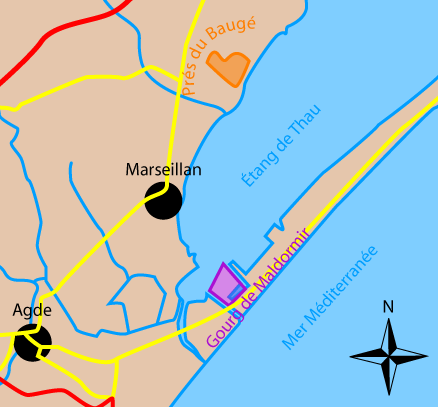
Espaces protégés sur le territoire de Marseillan.

Les espaces bordant l'étang de Thau sont en général très peu aménagés en vue de la protection de la diversité de leur faune et de leur flore.
- Les prés du Baugé sont une zone de 90 hectares[62] protégée par le Conservatoire du littoral depuis 1993[63]. Afin de préserver ce patrimoine et ses particularités, diverses opérations ont été mises en place : l'entretien de la parcelle est confié à un agriculteur (« convention de pâturage ») et de nombreux inventaires ont été effectués dans le but de répertorier les espèces présentes et d'évaluer leur évolution[62].
- Les « gourgs » sont des zones humides et marécageuses des abords de l'étang de Thau. Marseillan en compte sur son territoire plus de la moitié. Ces espaces sont protégés et demeurent des zones privilégiées pour le développement de la faune locale : on peut en effet y observer un grand nombre d'espèces d'oiseaux tout au long de l'année[64]. Le plus important est le gourg de Maldormir : il englobe une surface de 43 hectares[65].

La commune a lancé depuis 2014 un agenda 21 pour mettre en cohérence l'ensemble de ces pratiques environnementales, sociales et économiques avec le développement durable.

### Jumelages
| Ville | Ville         | Pays | Pays     | Période           |
| ----- | ------------- | ---- | -------- | ----------------- |
|       | Castleblayney |      | Irlande  | depuis avril 2013 |
|       | Caudete       |      | Espagne  | depuis 1988       |
|       | Malmedy       |      | Belgique | depuis 2017       |

Depuis le 13 octobre 1988, Marseillan est jumelée avec la ville espagnole de Caudete, située dans la province d'Albacete, communauté autonome de Castille-La Manche. Cette alliance a été inspirée par l'immigration à Marseillan de populations originaires de Caudete dans les années 1910 et 1920.

## Population et société

### Démographie
Les habitants de Marseillan sont appelés les Marseillanais.

#### Évolution démographique
L'évolution du nombre d'habitants est connue à travers les recensements de la population effectués dans la commune depuis 1793. Pour les communes de moins de 10 000 habitants, une enquête de recensement portant sur toute la population est réalisée tous les cinq ans, les populations de référence des années intermédiaires étant quant à elles estimées par interpolation ou extrapolation. Pour la commune, le premier recensement exhaustif entrant dans le cadre du nouveau dispositif a été réalisé en 2008.

En 2022, la commune comptait 8 047 habitants, en évolution de +3,53 % par rapport à 2016 (Hérault : +7,49 %, France hors Mayotte : +2,11 %).
| 1793  | 1800  | 1806  | 1821  | 1831  | 1836  | 1841  | 1846  | 1851  |
| ----- | ----- | ----- | ----- | ----- | ----- | ----- | ----- | ----- |
| 3 210 | 3 210 | 3 441 | 3 815 | 3 687 | 3 691 | 3 504 | 3 628 | 3 781 |

| 1856  | 1861  | 1866  | 1872  | 1876  | 1881  | 1886  | 1891  | 1896  |
| ----- | ----- | ----- | ----- | ----- | ----- | ----- | ----- | ----- |
| 3 888 | 3 933 | 3 972 | 3 981 | 3 994 | 4 065 | 3 987 | 4 634 | 4 218 |

| 1901  | 1906  | 1911  | 1921  | 1926  | 1931  | 1936  | 1946  | 1954  |
| ----- | ----- | ----- | ----- | ----- | ----- | ----- | ----- | ----- |
| 4 722 | 4 732 | 4 724 | 4 598 | 4 318 | 4 072 | 3 664 | 3 334 | 3 421 |

| 1962  | 1968  | 1975  | 1982  | 1990  | 1999  | 2006  | 2008  | 2013  |
| ----- | ----- | ----- | ----- | ----- | ----- | ----- | ----- | ----- |
| 3 394 | 3 579 | 3 483 | 4 039 | 4 950 | 6 199 | 7 392 | 7 738 | 7 848 |

| 2018  | 2022  | - | - | - | - | - | - | - |
| ----- | ----- | - | - | - | - | - | - | - |
| 7 784 | 8 047 | - | - | - | - | - | - | - |

#### Pyramide des âges
La population de la commune est relativement âgée.
En 2018, le taux de personnes d'un âge inférieur à 30 ans s'élève à 23,8 %, soit en dessous de la moyenne départementale (35,4 %). À l'inverse, le taux de personnes d'âge supérieur à 60 ans est de 43,5 % la même année, alors qu'il est de 27,5 % au niveau départemental.
En 2018, la commune comptait 3 703 hommes pour 4 081 femmes, soit un taux de 52,43 % de femmes, légèrement supérieur au taux départemental (52,24 %).
Les pyramides des âges de la commune et du département s'établissent comme suit.
| Hommes | Classe d’âge | Femmes |
| ------ | ------------ | ------ |
| 0,7    | 90 ou +      | 1,9    |
| 13,4   | 75-89 ans    | 14,3   |
| 27,8   | 60-74 ans    | 28,7   |
| 20,2   | 45-59 ans    | 19,7   |
| 12,9   | 30-44 ans    | 12,6   |
| 12,0   | 15-29 ans    | 10,2   |
| 13,0   | 0-14 ans     | 12,6   |

| Hommes | Classe d’âge | Femmes |
| ------ | ------------ | ------ |
| 0,8    | 90 ou +      | 1,9    |
| 8      | 75-89 ans    | 9,9    |
| 17,2   | 60-74 ans    | 18,3   |
| 18,9   | 45-59 ans    | 18,8   |
| 18,3   | 30-44 ans    | 17,8   |
| 19,3   | 15-29 ans    | 17,9   |
| 17,5   | 0-14 ans     | 15,3   |

#### Ménages
Le nombre total de ménages à Marseillan est de 2 655. Ces ménages ne sont pas tous égaux en nombre d'individus. Certains de ces ménages comportent une personne, d'autres deux, trois, quatre, cinq voire plus de six personnes. Voici ci-dessous, les données en pourcentage de la répartition de ces ménages par rapport au nombre total de ménages.
Les ménages
| Ménages de :                | 1 personne | 2 pers. | 3 pers. | 4 pers. | 5 pers. | 6 pers. ou + |
| --------------------------- | ---------- | ------- | ------- | ------- | ------- | ------------ |
| Marseillan                  | 27,7 %     | 39,3 %  | 16,2 %  | 11,7 %  | 3,4 %   | 1,6 %        |
| Moyenne nationale           | 31 %       | 31,1 %  | 16,2 %  | 13,8 %  | 5,5 %   | 2,4 %        |
| Sources des données : INSEE |            |         |         |         |         |              |

### Enseignement
Marseillan fait partie de l'académie de Montpellier. La ville de Marseillan met à la disposition des enfants et jeunes de la ville les établissements suivants :

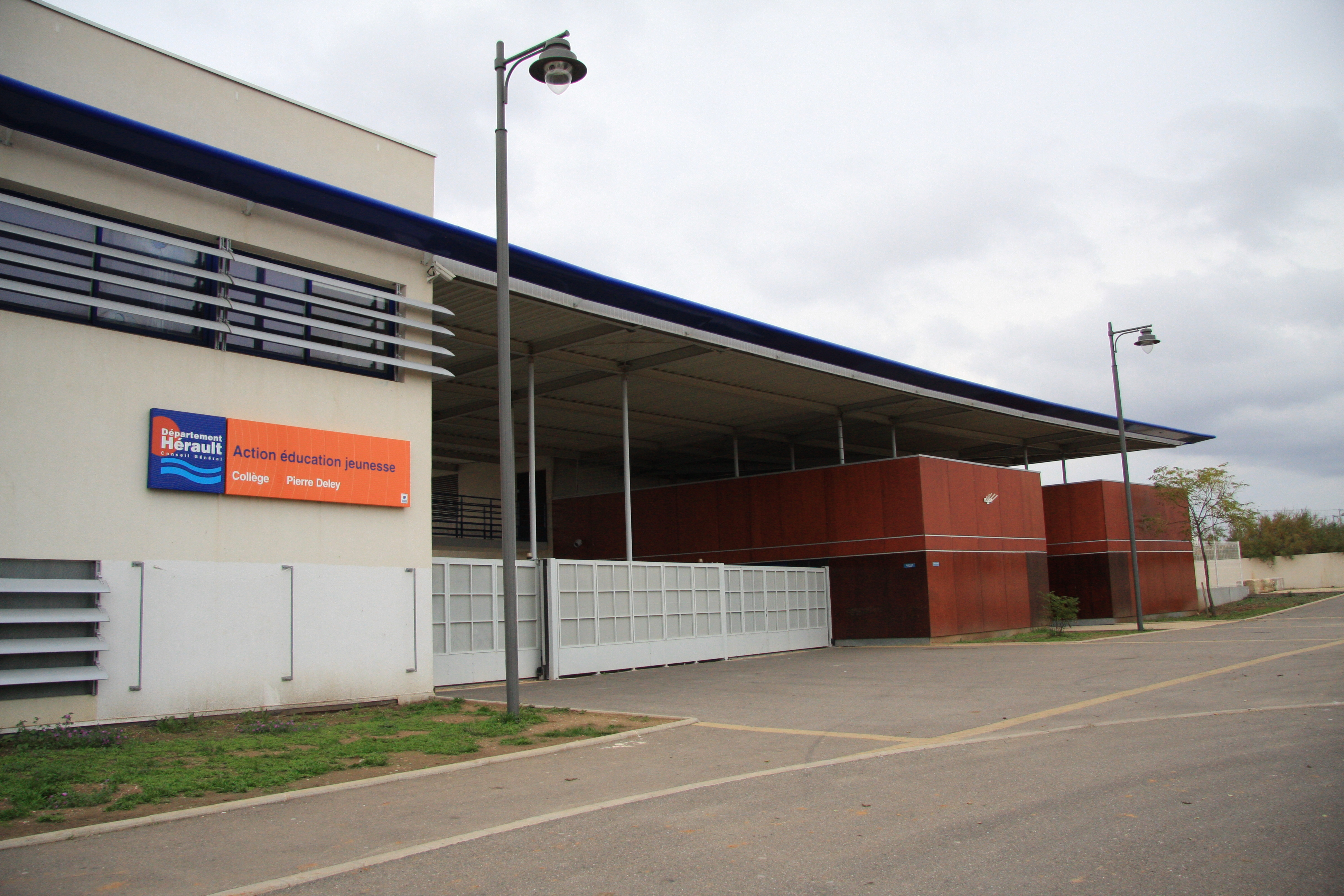
Collège Pierre-Deley.

- deux crèches : les « Copains-Câlins » (14 places) qui accueille les bambins de l'âge de 10 semaines jusqu'à l'apprentissage de la marche[75] et les « Cranquettes » (36 places) qui assure leur garde une fois la marche acquise et jusqu'à leur scolarisation[76] ;
- une école maternelle (Marie-Fayet) avec une capacité de sept classes ;
- une école élémentaire (Bardou-Maffre-de-Baugé[77]) avec une capacité de onze classes ;
- une école qui assure avec neuf classes la maternelle et l'élémentaire (groupe scolaire de Fontregeire portant maintenant le nom de Marie-Louise Dumas, qui a vécu et enseigna pendant de nombreuses années à Marseillan) ;
- un collège, récemment implanté (rentrée 2004) : d'une capacité de 600 élèves. Il accueille également les élèves des localités de Pomérols et Pinet. Sa particularité réside dans sa construction à haute qualité environnementale[78]. Le nom de Pierre Deley, pilote marseillanais de l'aéropostale, lui a été attribué depuis juillet 2008[79], après de nombreux débats[80].

### Manifestations culturelles et festivités

#### Jeux et traditions
- Les joutes nautiques

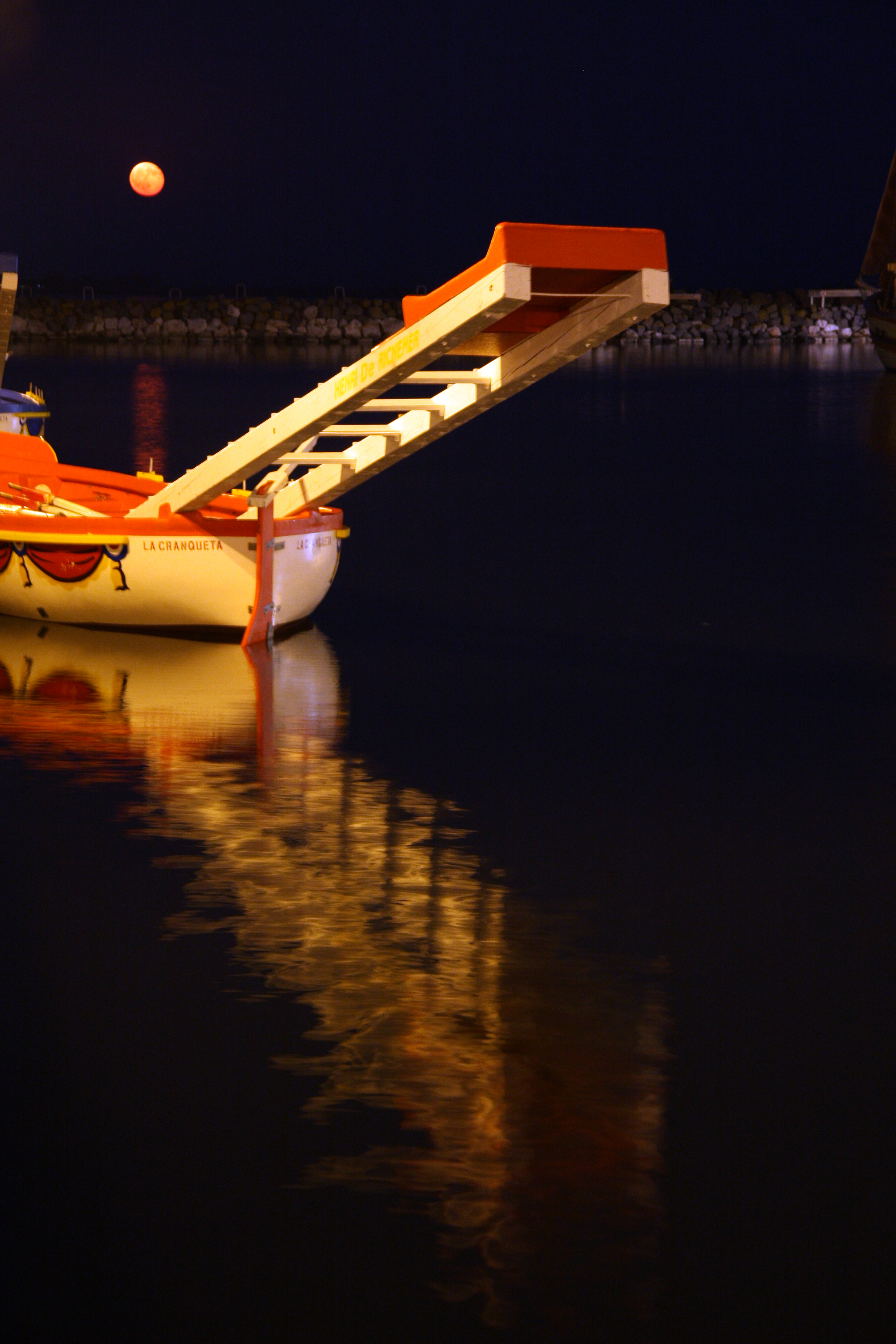
Une barque à joutes dans le port de Marseillan.

Comme dans un grand nombre de communes de l'Hérault, des joutes nautiques selon la méthode languedocienne ont lieu en été dans le petit port de Marseillan.
La ville possède un club de joutes, la Lance Olympique Marseillanaise dont certains joueurs concourent à la Saint-Louis, compétition prestigieuse organisée par la ville de Sète.
- La Belle Scribote

La Belle Scribote est une légende marseillanaise qui a traversé les siècles : pendant les étés 2005, 2006, 2007 et 2008, près de 150 bénévoles ont mis au point une comédie musicale retraçant le périple de Jean Mas, engagé dans les armées Infidèles pour tenter de sauver sa belle, la « Scribote », enlevée par des Barbaresques.
- Maitre Pierre

Tous les enfants de Marseillan ont défilé un jour, costumés, derrière Maître Pierre à l'occasion de la fête locale. Ce personnage déguisé en arlequin, bossu, coiffé d'un bicorne et doté d'une longue canne les guide au travers de la ville. Cette tradition remonterait au XVIIe siècle à l'époque de la gabelle et du sel de contrebande : Maître Pierre aurait été meunier à Marseillan, la douane aurait voulu contrôler son sac le soupçonnant d'y transporter du sel. La farine se serait alors envolée à la face des douaniers. Cette farce serait à l'origine de la tradition, la farine était envoyée par des soufflets le jour du carnaval (la danse soufflée) mais ce n'est plus le cas aujourd'hui.

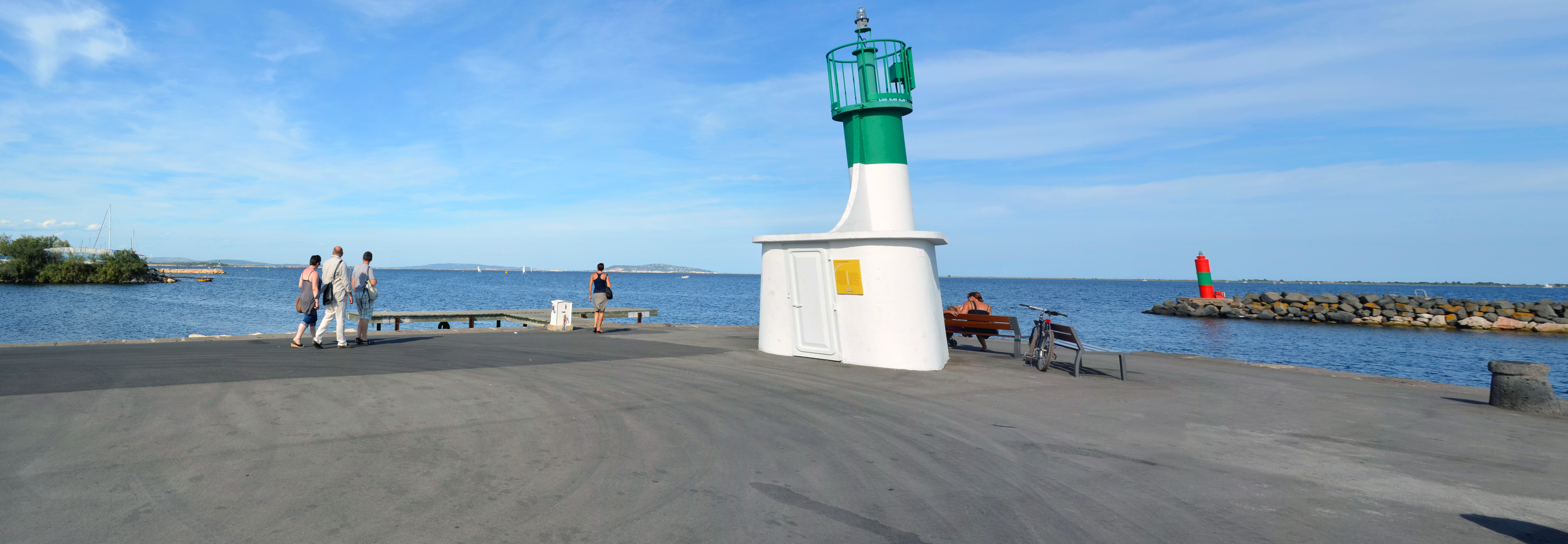
Panorama du port de Marseillan, avec l'étang de Thau et la ville de Sète au loin.

Les enfants qui suivaient Maître Pierre dans le village frappaient autrefois dans des soufflets en bois décorés de rubans et on entendait venir de loin le joyeux cortège.
- Le jeu du Capelet

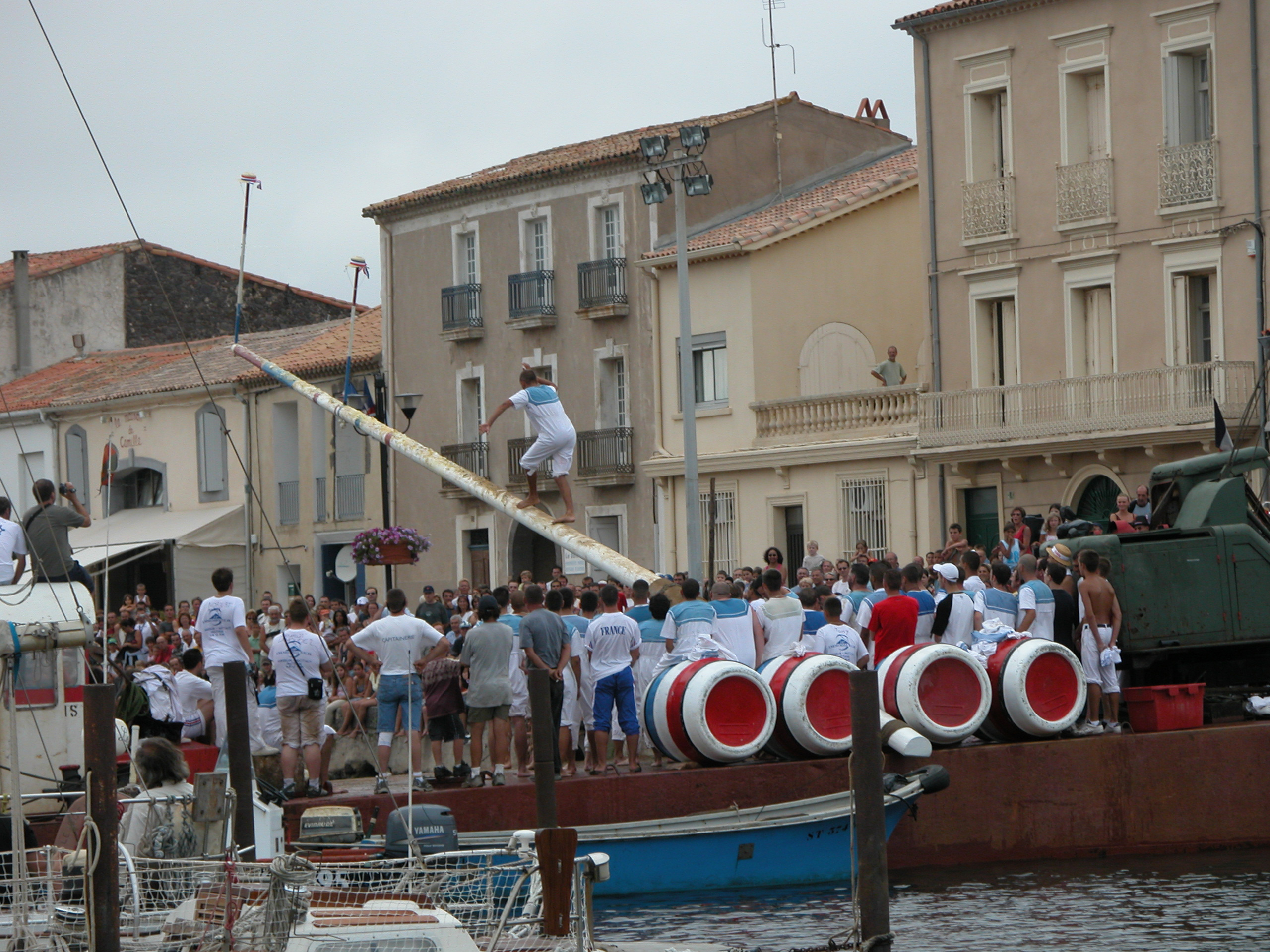
Le Capelet, vue générale.

Durant l'été, c'est dans ce port qu'a lieu le 14 juillet et le 16 août de chaque année le jeu traditionnel du « Capelet » (dit aussi « course à la bigue »), au cours duquel les concurrents doivent attraper deux chapeaux (théoriquement des hauts-de-forme) placés à l'extrémité d'un mât enduit de savon noir, le mât étant lui-même fixé à une barge, et placé au-dessus de l'eau du port. La chaude ambiance qui règne alors sur les quais est toujours un grand moment de la vie marseillanaise.
L'origine du jeu n'est pas clairement établie. Il remonte toutefois à plusieurs siècles, et on peut supposer qu'il s'agit d'un jeu d'adresse autrefois pratiqué par les marins, afin de s'entraîner à la manœuvre dans des eaux agitées.
Il est également de tradition qu'au cours d'une pause, au milieu du jeu, des personnages au visage noirci viennent distraire les spectateurs par des pitreries effectuées sur le mât. Peut-être faut-il y voir une évocation grotesque des « indigènes » que certains marins pouvaient être amenés à rencontrer au cours de voyages lointains ?

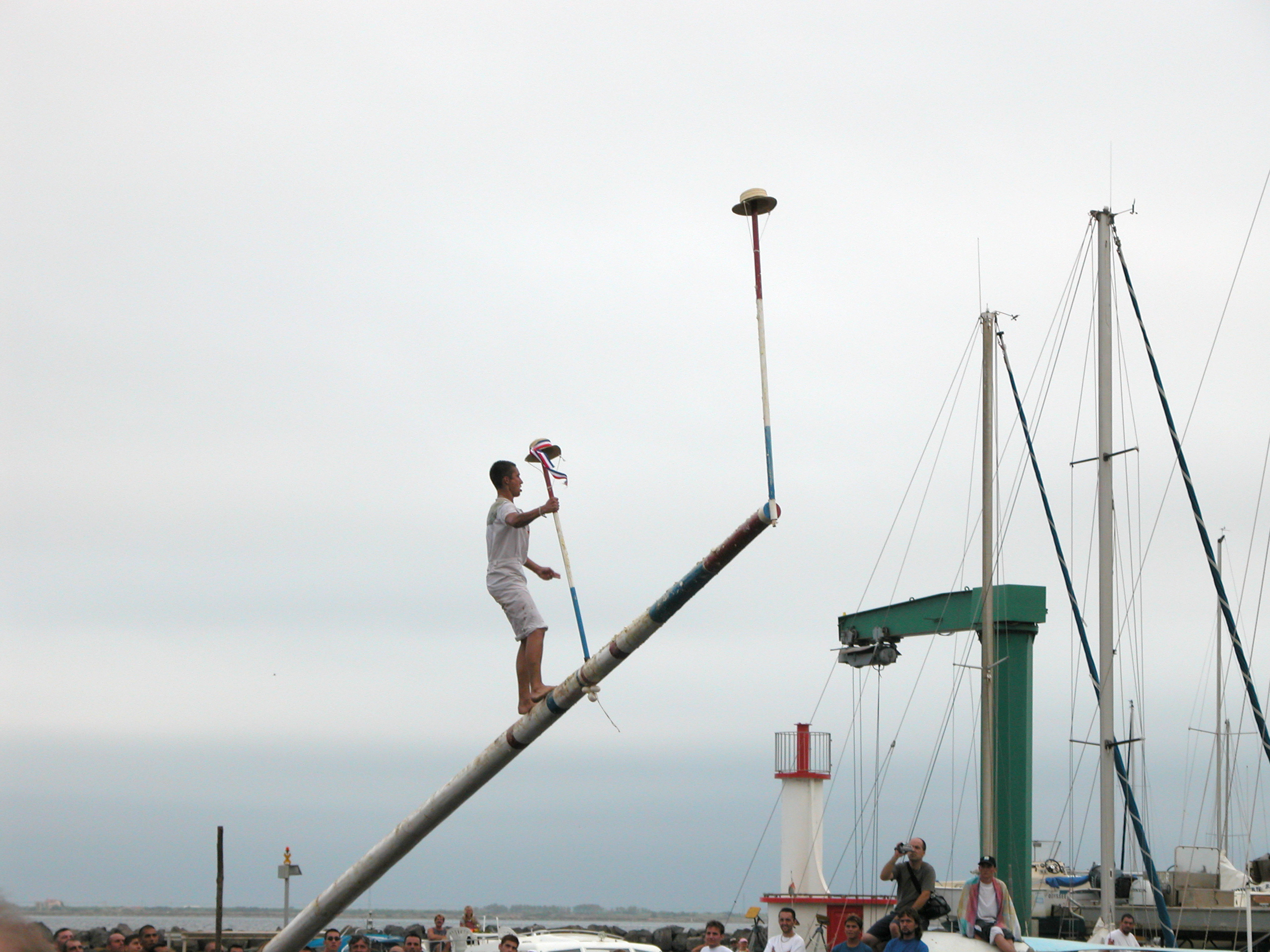
Le gagnant du 1er chapeau au Capelet 2004.

#### Autres événements
Marche intergénérationnelle
Organisée par le CCAS de Marseillan, elle réunit toutes les classes d'âge dans une randonnée autour de la ville. Le repas du midi ainsi que le goûter sont offerts par le CCAS et une navette est mise à disposition aux personnes rencontrant des difficultés sur le parcours. Les inscriptions sont prises le matin même à la salle Paul-Arnaud.
Marché de Noël
Tous les ans en période de fêtes de fin d'année, un marché de Noël est organisé autour de la place couverte qui abrite une crèche grandeur nature accompagnée de personnages emblématiques de la ville : un joueur de Capelet par exemple. En centre-ville, des chants de Noël sont diffusés par haut-parleurs.

### Santé
La ville de Marseillan ne possède pas d'importante structure de soins : des spécialistes sont consultables dans les villes alentour, comme Agde qui possède un centre d'échographie et de radiologie ainsi qu'un centre de soins polyvalent.
Marseillan relève du Centre hospitalier du Bassin de Thau, hôpital le plus proche.
La ville en elle-même compte comme il se doit plusieurs médecins généralistes et spécialisés (dentistes, orthophonistes, podologue...) ainsi qu'un service d'ambulances et un laboratoire d'analyses.

### Services aux personnes

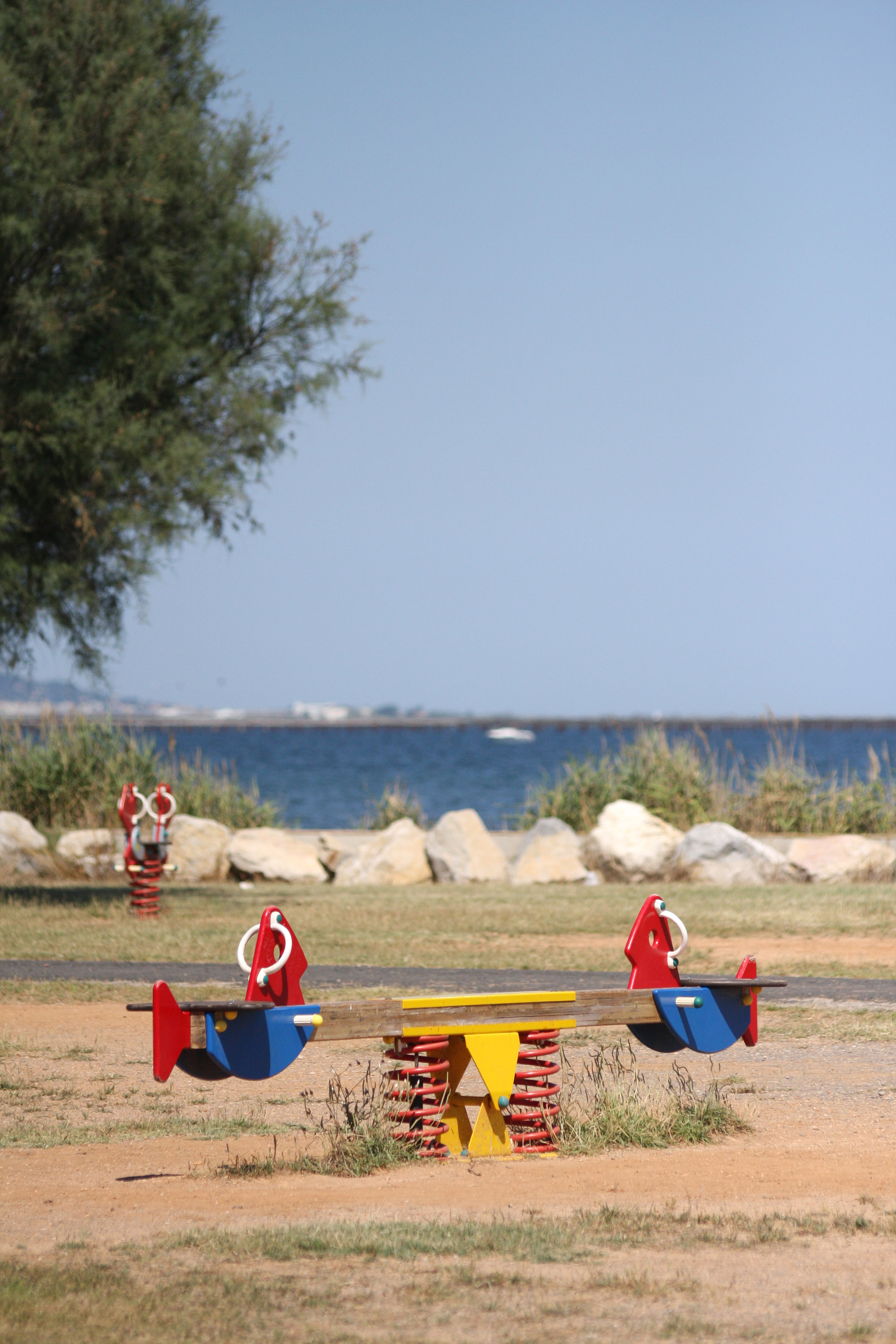
Parc de jeux pour les enfants et les jeunes près du port de Tabarka à Marseillan.

La MJC (Maison des Jeunes et le la Culture) de Marseillan propose des activités pour les jeunes à partir de 11 ans. Un centre de loisirs accueille les 4-12 ans le mercredi et pendant les « petites vacances ». En ce qui concerne les vacances estivales, les activités ont lieu à Marseillan-Plage du lundi au vendredi (le transport est gratuit).
Marseillan compte plusieurs parcs (parc Gaujal, de Tabarka) dont le parc de Tabarka (inauguré en 2004) qui comprend un skatepark, un terrain de basket-ball, une tyrolienne et des jeux pour les plus jeunes. Il existe également un parcours sportif, le parcours de santé du Boudas.
Le centre communal d'action sociale (CCAS) de Marseillan met à disposition des personnes âgées de sa commune une navette qui leur est réservée et permet pour chacune un trajet dans la ville ou à l'extérieur une fois par semaine (à l'occasion d'une visite chez le médecin par exemple, ou pour des courses).
À noter que le chauffeur détient une formation aux premiers secours en cas d'accident.
Un restaurant troisième âge est aussi accessible tous les midis du lundi au samedi (inclus).

### Cultes
Marseillan fait partie du diocèse de Montpellier et de la paroisse du littoral Agathois. Les plus proches synagogue, temple protestant et mosquée se trouvent respectivement à Béziers, Sète et Montpellier.
Marseillan dispose d'un seul lieu de culte (culte catholique) : l'église Saint-Jean-Baptiste.

### Sports

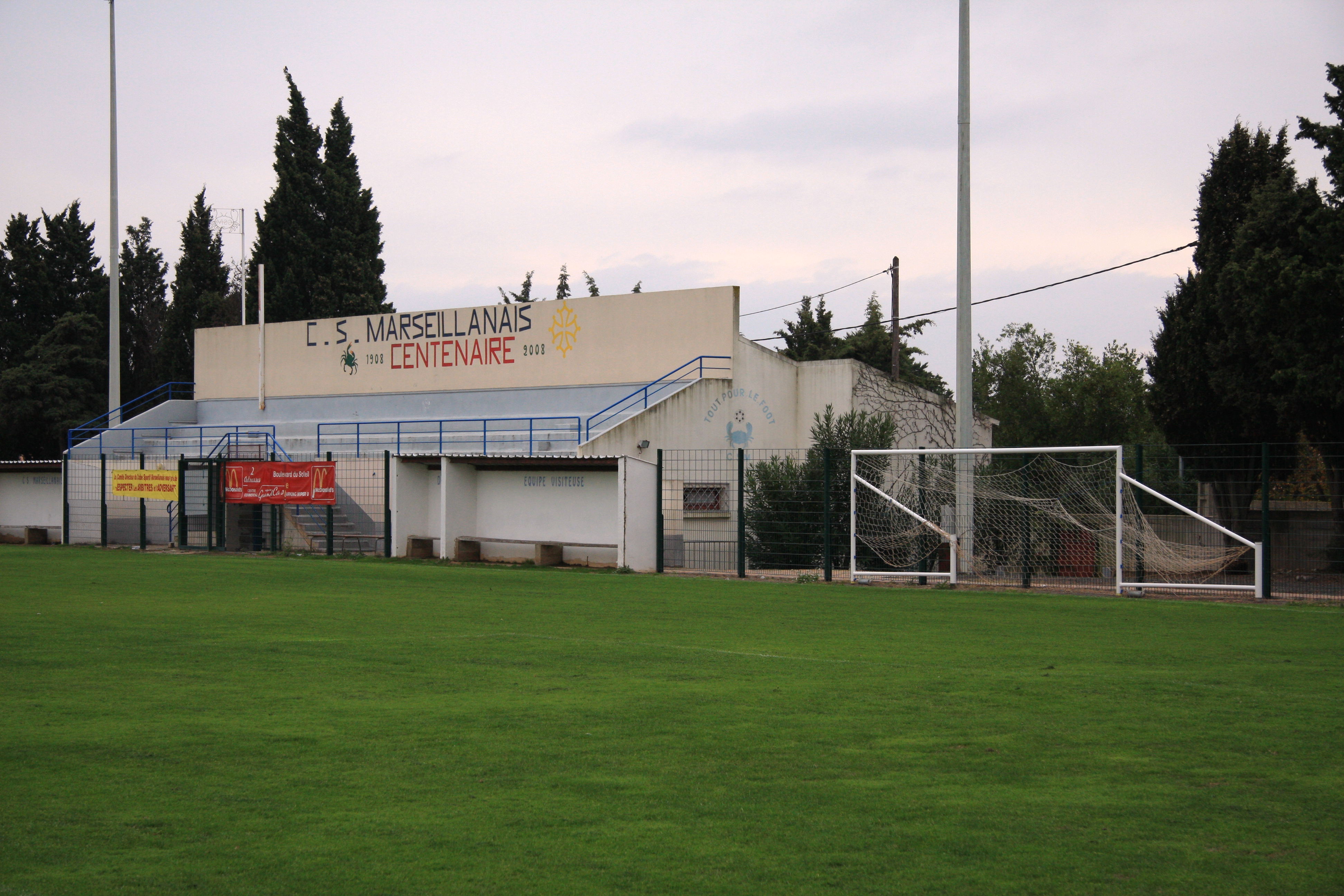
Stade Marcel-Pochon.

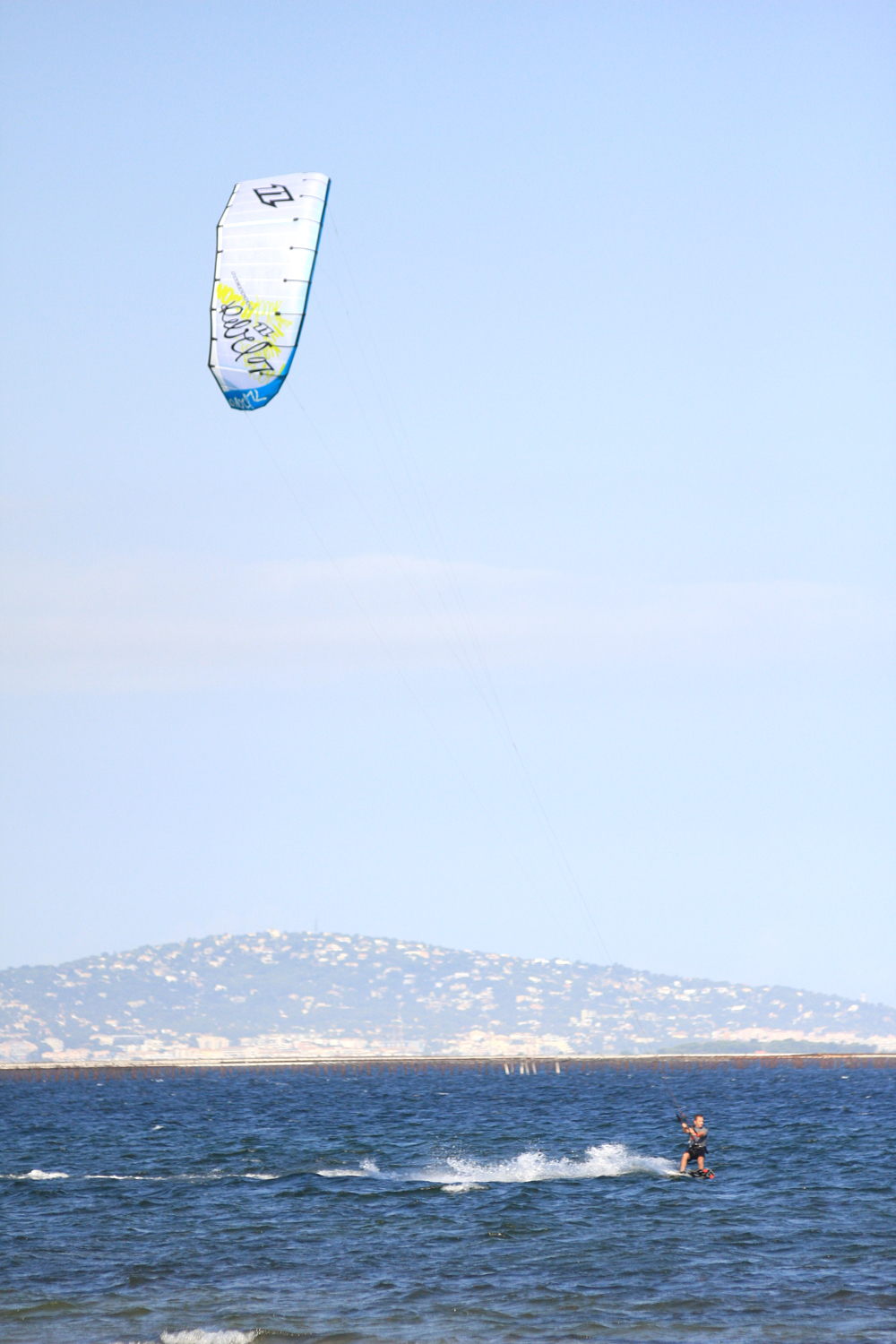
Un kitesurfer sur l'étang de Thau.

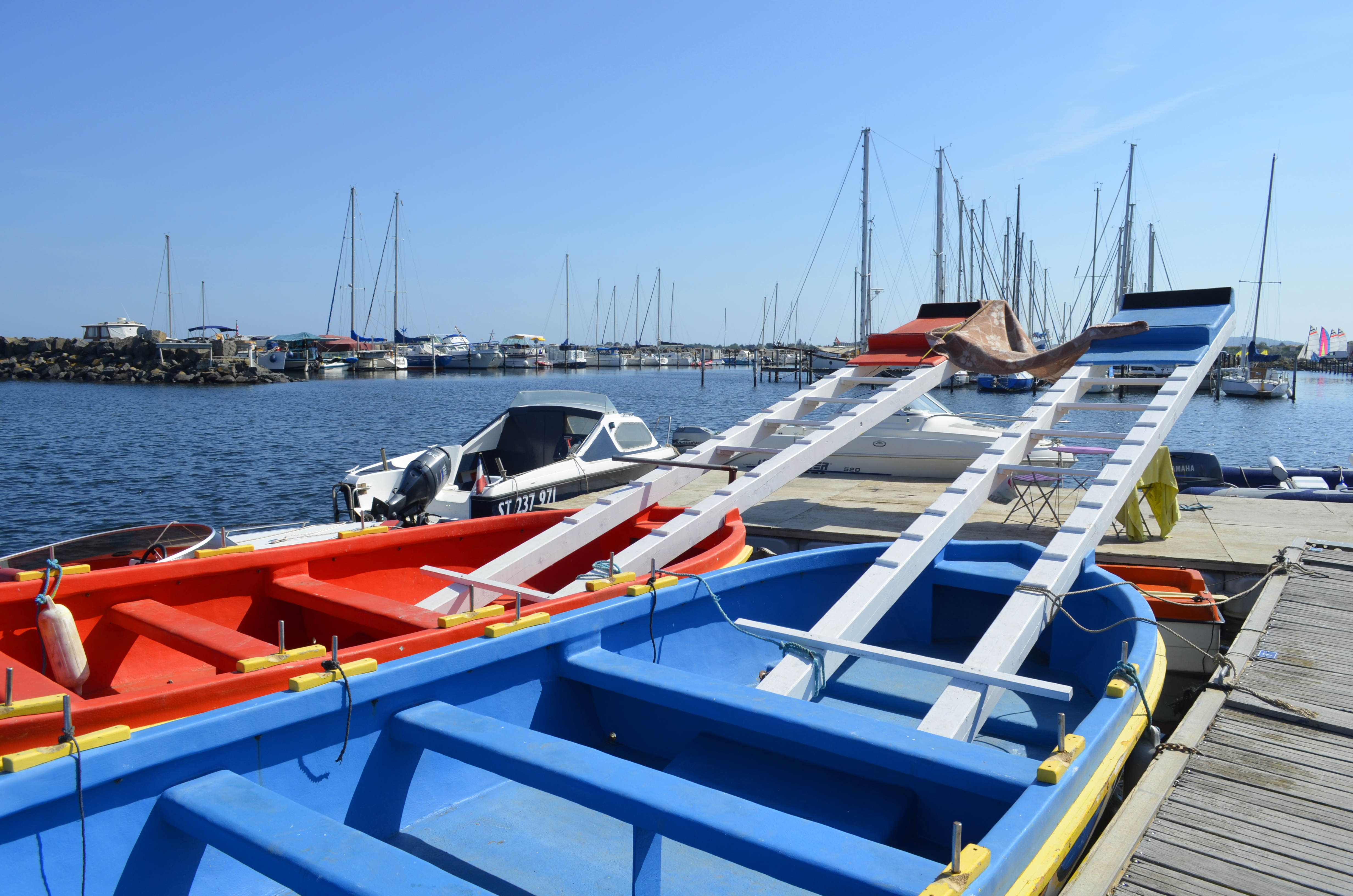
Les deux barques de joutes de Marseillan ("Les Marseillanaises").

La commune possède un gymnase (le complexe sportif Louis-Boudou), un stade (stade Marcel-Pochon) et un stade stabilisé, des courts de tennis (en dur et en terre battue) et deux terrains de padel. L'étang constitue un large espace où peuvent se dérouler les sports nautiques.
L'école municipale des sports propose aux enfants de 6 à 12 ans des activités pendant les vacances scolaires (excepté celles de Noël). Elle est affiliée à la fédération française EPMM (Entraînement physique et Monde moderne) Sport pour tous.
De nombreuses disciplines sportives sont praticables à Marseillan telles que l'aviron, le cyclisme, la danse, le fitness, le football, l'haltérophilie, le handball, la joute languedocienne, le judo, le karaté, la pétanque, le ping-pong, la rame traditionnelle marseillanaise, le tennis, le volleyball, ou également la voile, le kite-surf, le jet-ski.

En mai 2008, l'association marseillanaise de football, le Crabe Sportif Marseillanais a fêté son centenaire.

### Médias
Marseillan est couverte par les radios départementales
France Bleu Hérault sur 101,1 et 102,0 MHz
Radio Pays d'Hérault sur 89.0, 96,7 et 102,9 MHz
Radio Thau-Sète sur 106,5 MHz
Radio Lenga d'Oc sur 95,4 MHz
Divergence FM sur 93,9 MHz
RCF Maguelone sur 98,5 MHz
Radio Pénard Skyrock sur 100,0 MHz
RTS FM sur 106,5 MHz
Marseillan est également couverte par les radios nationales :
Fun Radio Méditerranée sur 91,8 MHz,
RTL2 Agde-Béziers-Sète sur 96,1 MHz,
Europe 1 sur 87.7 et 94,7 MHz,
France Inter sur 88.3, 89,4 MHz,
Rire et Chansons sur 89,9 MHz
France Musique sur 90.9, 92,9 MHz
Radio Classique sur 91.4 et 107,3 MHz
MFM sur 94,5 MHz
Chérie FM sur 95.2 et 96,9 MHz
France Culture sur 96.5 et 97,8 MHz
RFM sur 97.5 et 99,3 MHz
Skyrock sur 100,2 MHz
Nostalgie sur 100.7 et 103,9 MHz
RMC sur 104.3 et 104,5 MHz
Sud Radio sur 104.7 et 104,9 MHz
France Info sur 105.1 et 105,4 MHz
NRJ sur 105.7 et 106,1 MHz
RTL sur 106,9 MHz
La ville possède également un journal municipal, Lo Cridaire. Elle est couverte par Hérault Tribune (journal du pays agathois) ainsi que par le journal quotidien régional Midi libre.

### Personnalités liées à la commune
- Jean-Pierre Armand (1950-) : acteur et réalisateur de films pornographiques, est né à Marseillan[109].
- Christian Beullac (1923-1986): directeur général de la régie Renault, ministre français du Travail de 1976 à 1978, ministre de l'Éducation de 1978 à 1981[110], est né à Marseillan.
- André Chassefière (1908-1942) : une avenue porte le nom de ce résistant communiste fusillé au Mont-Valérien.
- Pierre Deley (1893-1981) : un des premiers pilotes de l'aéropostale[111]. Il est aussi le petit-neveu (et filleul) du général Roques.
- Antonin Gros (1890-1977) : député de l'Hérault (1945-1951) est né et mort à Marseillan.
- Laeticia Hallyday (1975-) : femme de Johnny Hallyday, en est originaire[112].
- Jean-Pierre Hortoland (1947-) : joueur français de rugby à XV, est né à Marseillan.
- Achille Maffre de Baugé (1855-1928) : poète né à Marseillan. Une école primaire de Marseillan a été baptisée Maffre-de-Baugé en son honneur.
- Emmanuel Maffre-Baugé (1921-2007) : petit-fils du poète Achille Maffre de Baugé, écrivain[113] et engagé aux côtés des vignerons[114].
- Louis Marès (1765-1806), général des armées de la République et de l'Empire, né à Marseillan ; mort des suites des blessures reçues lors de la bataille d'Austerlitz.
- Pierre Auguste Roques (1856-1920) : général créateur de l'aviation militaire française, il fut également ministre de la Guerre en 1916[115].

## Économie

### Revenus de la population et fiscalité
À Marseillan, la part communale des quatre taxes locales s'élève à : 17,40 % pour la taxe d'habitation, 19,22 % pour la taxe foncière sur les propriétés bâties, 48,28 % pour la taxe foncière sur les propriétés non bâties et 25,38 % pour la taxe professionnelle. Ces chiffres situent globalement la ville au sein du quartile supérieur de l'ensemble des communes (valeurs pour l'année 2007).
Les revenus moyens par ménage à Marseillan s'élèvent à 12 867 €/an.

### Emploi
La population active totale de Marseillan s'élève à 2 308 personnes. Le taux d'activité entre 20 et 59 ans est de 76 %, ce qui place la commune légèrement en dessous de la moyenne nationale qui est de 82,2 %. On dénombre 574 chômeurs, ce qui en 1999 donna un taux de chômage de 24,9 %. En tout et pour tout, la population comprend 37,2 % d'actifs, 26,2 % de retraités, 19,4 % de jeunes scolarisées et 17,2 % de personnes sans activité.
Répartition des emplois par domaines d'activité
|                             | Agriculture | Industrie | Construction | Tertiaire | dont Commerce | dont Services |
| --------------------------- | ----------- | --------- | ------------ | --------- | ------------- | ------------- |
| Marseillan                  | 18,9 %      | 10,2 %    | 9,7 %        | 61,2 %    | 14,8 %        | 24 %          |
| Moyenne nationale           | 4,2 %       | 18,2 %    | 5,8 %        | 71,8 %    | 13,2 %        | 19,7 %        |
| Sources des données : INSEE |             |           |              |           |               |               |

On remarque que, si le secteur tertiaire dominant l'économie nationale occupe une place considérable au sein des secteurs de l'emploi marseillanais (61,2 %), le pourcentage des emplois dans le domaine de l'agriculture est lui bien supérieur à la moyenne du pays (de 14,7 %).

### Entreprises de l'agglomération
Le nombre de créations d'entreprises pour l'année 2004 fut de 158, ce qui place la commune de Marseillan 280e au niveau national en termes de création d'entreprises. On peut dénombrer principalement treize types d'établissements parmi les 490 que compte la commune. Les établissements de l'industrie agricole et alimentaire représentent 4,7 % du nombre total d'entreprises avec un nombre de 23, les industries des biens de consommation représentent 1,4 % avec sept établissements, les industries automobiles comptent une entreprise soit 0,2 %, les industries des biens d'équipement une part de 2,2 % avec 11 entreprises, l'industrie des biens intermédiaires comporte trois entreprises soit 0,6 %, l'énergie s'élève à 0,2 % avec une entreprise, la construction avec ses 59 entreprises représente 12 %, le commerce représente 31,2 % du nombre total d'entreprises avec 153 établissements, le transport comprend six établissements soit 1,2 %, les activités immobilières totalisent 30 entreprises soit 6,1 %, les services aux entreprises représentent 5,7 % avec 28 établissements, les services aux particuliers comprennent 125 entreprises soit 25,5 % et enfin pour ce qui touche au dernier type d'établissement à savoir l'éducation, la santé et l'action sociale on dénombre 43 entreprises soit 8,8 % du nombre total d'établissements.

### Secteurs d'activités

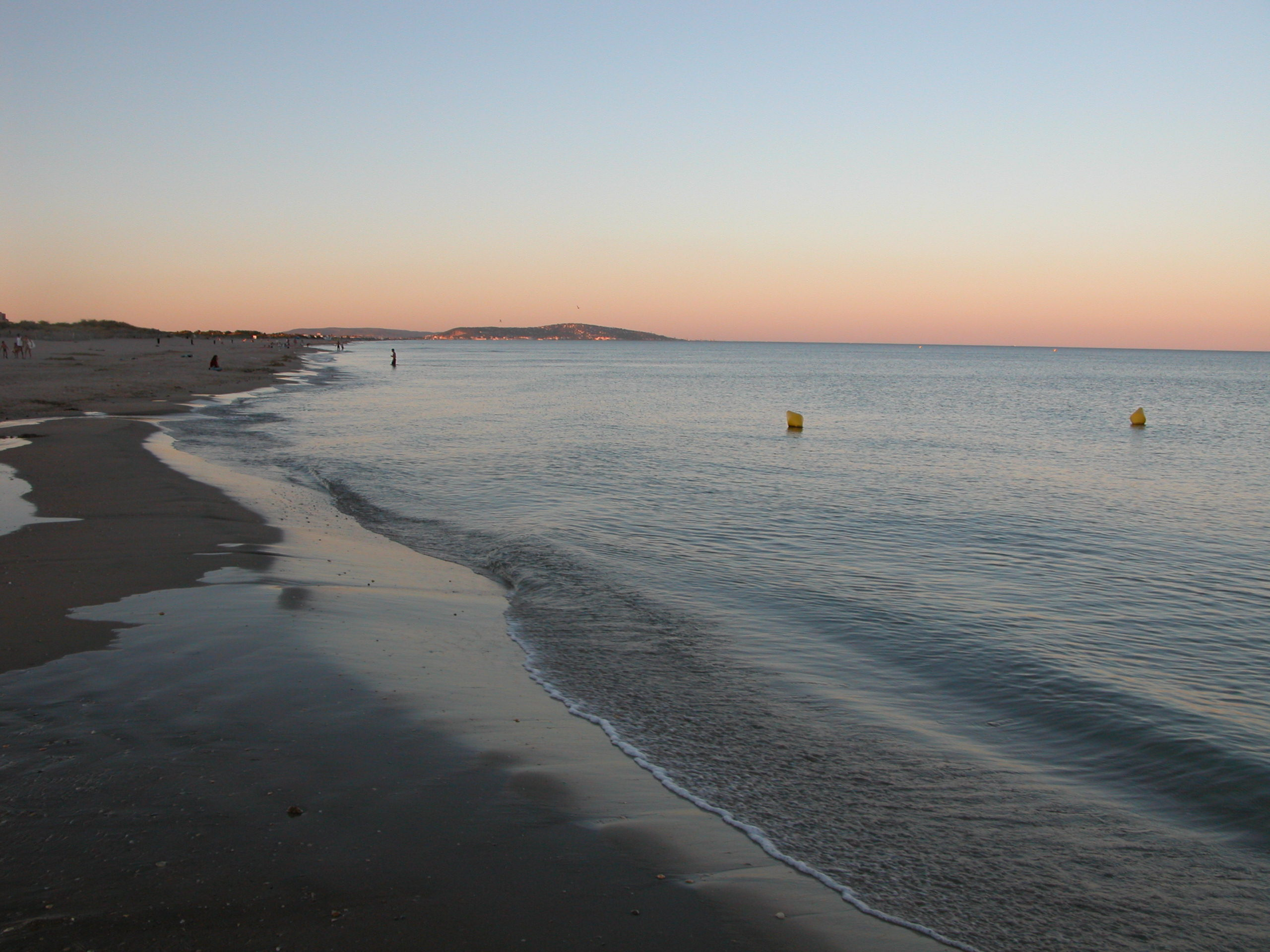
Marseillan- plage.

- Conchyliculture :

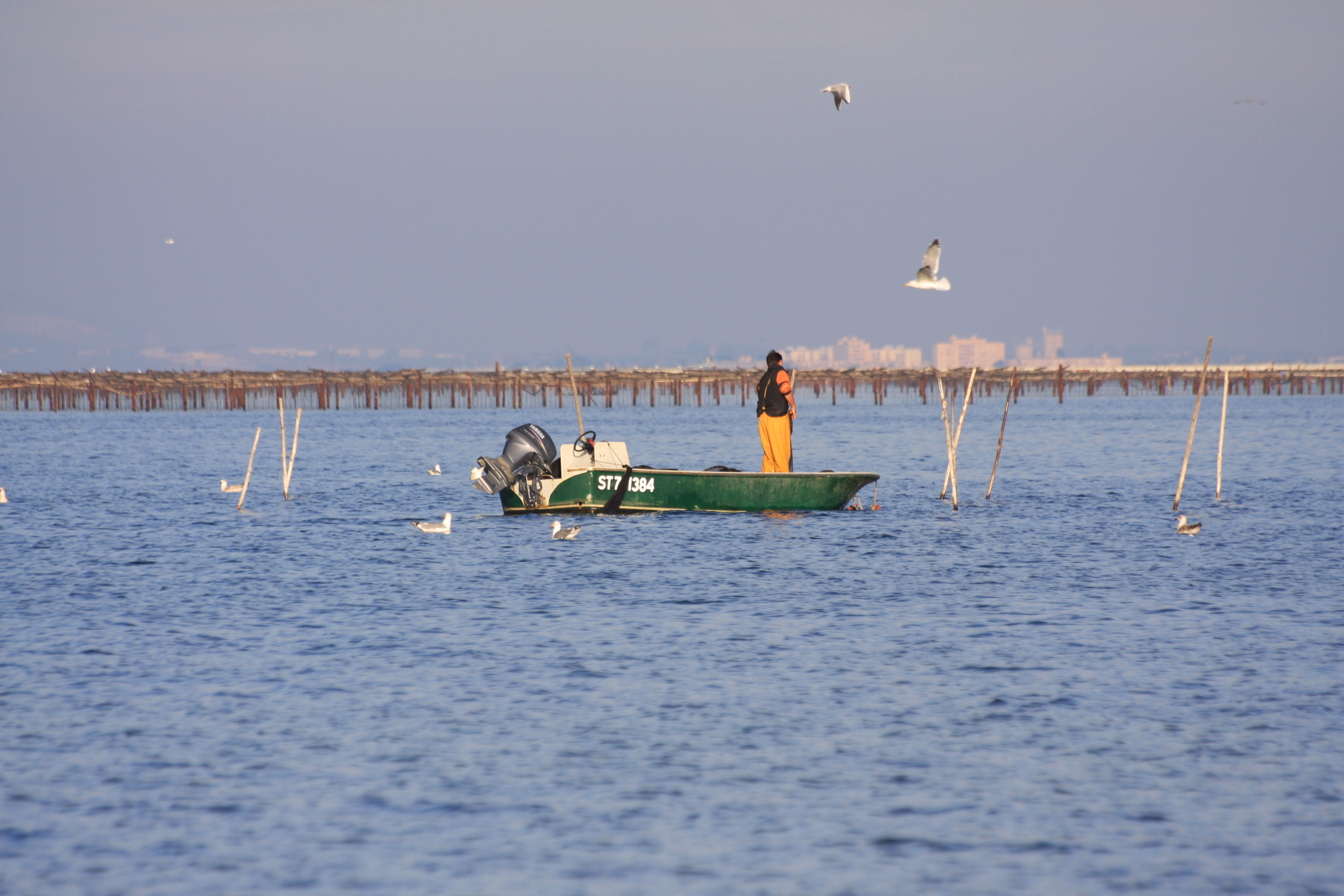
Un conchyliculteur marseillanais sur l'étang de Thau. En arrière-plan, les parcs à huîtres.

L'activité conchylicole est très dépendante de l'état de l'étang de Thau, en ce qui concerne les huîtres et les palourdes.
Les moules sont élevées en mer entre Marseillan-plage et Sète. Les concessions exploitées par les mytiliculteurs s'étendent sur plus de 4 230 hectares et produisent 8 000 tonnes de moules par an.
Il arrive parfois que la chaleur provoque une croissance excessive des algues, ou eutrophisation : ceci cause un manque d'oxygène dans l'eau et un dégagement d'hydrogène et de soufre. Couramment appelé malaiga en occitan (« mauvaise eau », « mal des eaux »), il entraîne la mort de nombreux coquillages, et peut mettre en péril la récolte de l'année de certains exploitants.

L'été 2008 a été une saison particulièrement funeste pour les huîtres juvéniles. Les conditions climatiques (hiver doux, printemps pluvieux) auraient favorisé le développement d'agents pathogènes comme l'Ostreid Herpes Virus 1 ou le Vibrio splendidus : dans le premier cas, le surdéveloppement des algues dont se nourrissent les huîtres aurait provoqué une croissance précoce et donc une vulnérabilité accrue aux contaminations virales et bactériennes. En réaction aux dommages occasionnés par ces pertes, le département a proposé une aide d'un million d'euros aux ostréiculteurs touchés (exonération des charges domaniales, prêts bonifiés pour le rachat de naissains...). La période de surmortalité a été classée « calamité agricole ». 
- Viticulture :

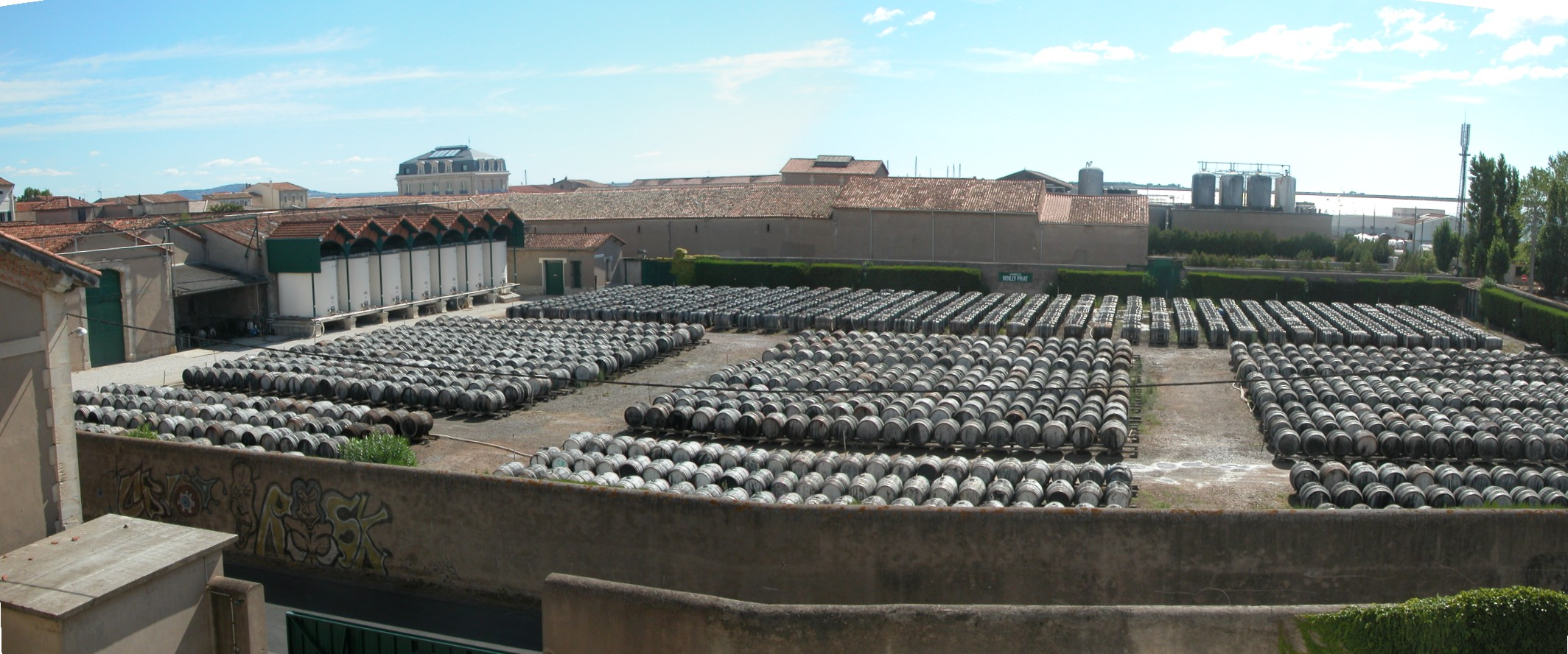
Les chais Noilly-Prat à Marseillan (en arrière-plan, les cuves de la cave coopérative).

Le secteur viticole a toujours représenté une part importante de l'économie locale. Il produit aussi bien des vins blancs (terret blanc, sauvignon, chardonnay) que des vins rouges (merlot, cabernet sauvignon) ou rosés (syrah, grenache).
On notera de même la présence à Marseillan des chais Noilly-Prat, lieu unique de production de cet apéritif bien connu.
Le sol est uniquement composé de sables d'origine marine et éolienne. Ils sont dépourvus d’argile et de limon. Ici, le phylloxéra n'attaque pas les ceps de vigne, car le sable, par sa structure et sa mobilité, empêche par écrasement les formes radicicoles de descendre vers les racines. Profitant de cette situation exceptionnelle, le domaine de Vassal abrite le Conservatoire mondial des ressources génétiques de la vigne de l'INRA. C'est une collection unique au monde de 2 250 cépages qui participe au maintien du patrimoine génétique viticole international.
- Tourisme :

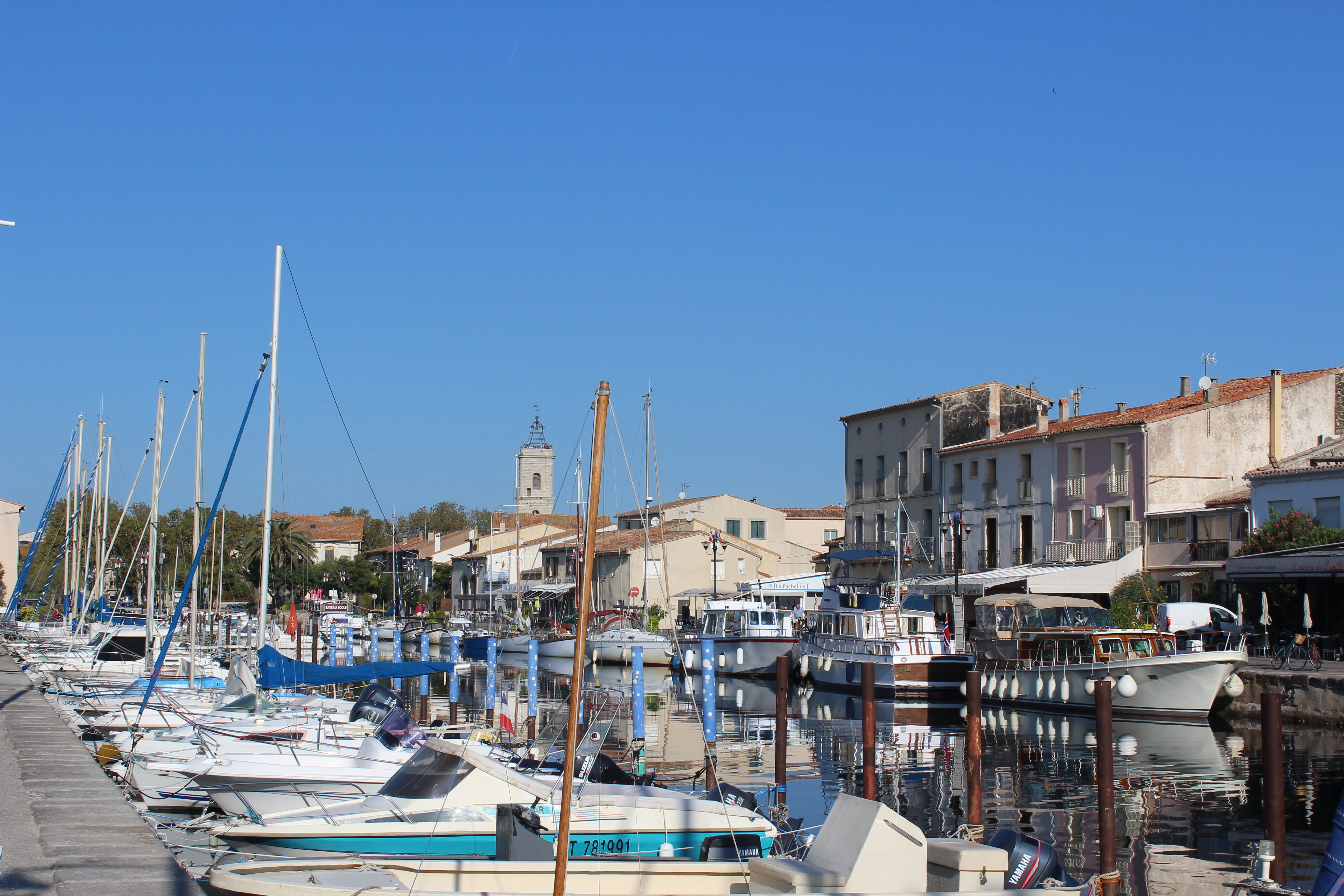
Le port de Marseillan vu en direction de l'intérieur.

Le tourisme, qui inclut particulièrement les sports nautiques (base de l'école de voile Les Glénans, le Cercle de Voile de Marseillan, deuxième club de Méditerranée en dériveurs solitaires), est une des activités notables de la ville. Loin de se cantonner près de l'étang de Thau, Marseillan possède une extension balnéaire qui se rapproche du Cap d'Agde et touche directement la Méditerranée avec 6 km de sable fin : Marseillan-Plage.

### Tourisme durable
Des moyens de transports doux :
Il y a de nombreuses pistes cyclables et pédestres direction Sète (15 km, Agde et Cap d'Agde 5 km et Marseillan-plage ↔ Marseillan-ville.
Des liaisons en bus pour la plupart des communes limitrophes (Sète, Marseillan-ville, Marseillan-plage, Agde).

## Culture et patrimoine

### Lieux et monuments

#### Monuments religieux
- Chapelle de Marseillan Plage.

##### Église Saint-Jean-Baptiste de Marseillan

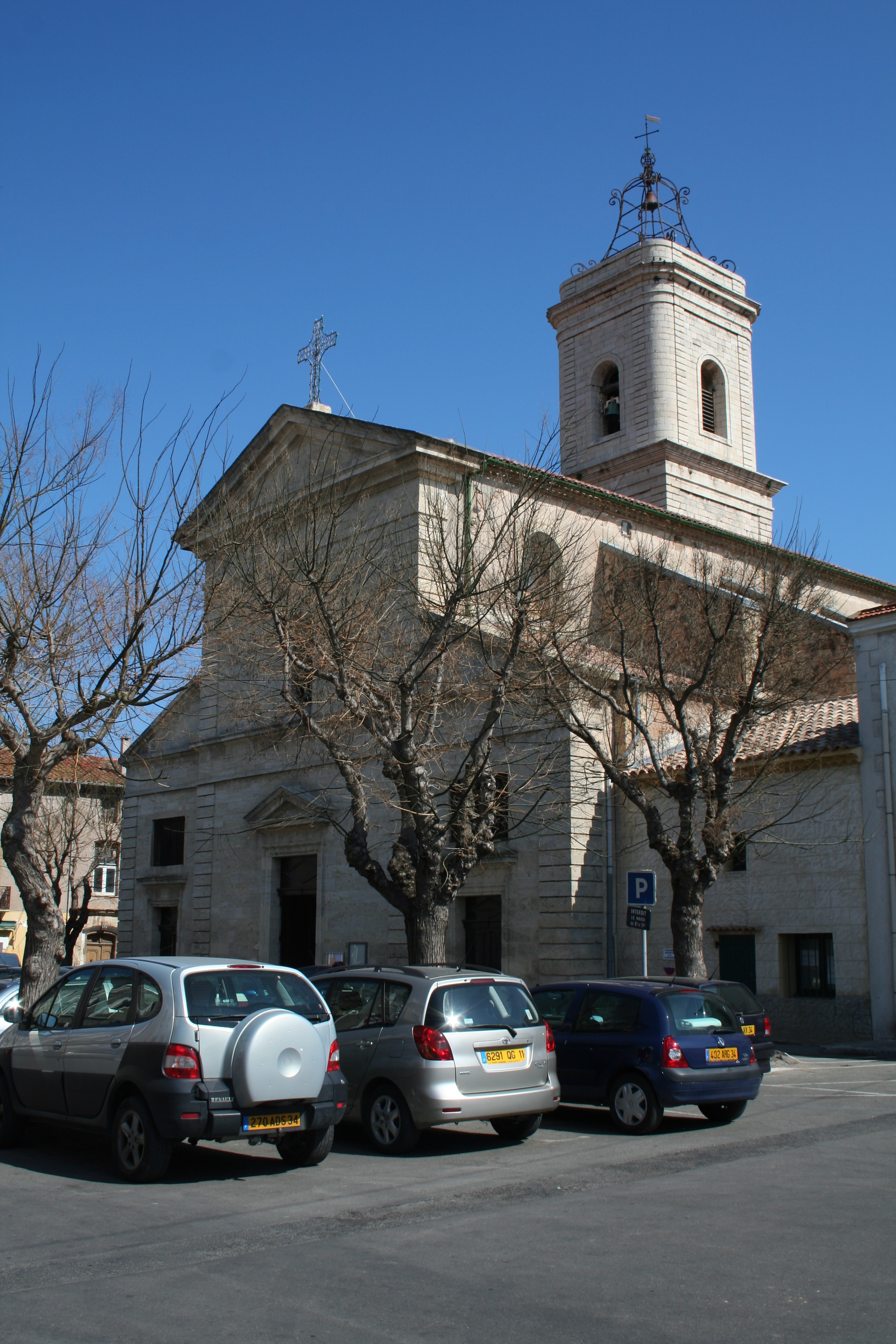
Église Saint-Jean-Baptiste de Marseillan.

L'église Saint-Jean-Baptiste date du XVIIe siècle, mais est construite sur le site d'une église romane du XIe siècle. Il reste aujourd'hui de cette dernière le chevet et ses demi-tours rondes aux toits coniques recouverts de tuiles romaines ainsi qu'une partie de soubassement en pierres de taille. Le bâtiment a également conservé des restes d'ajouts gothiques du XIIIe siècle : un chœur, une voûte d'ogives et l'abside. Pillée et incendiée, l'église reste fermée entre 1791 et 1822. Elle est dotée d'un clocher carré, terminé en 1839 après un retard occasionné par un manque de fonds (ceux destinés à la construction du clocher ayant été en partie utilisés en 1816 pour la réorganisation de la Garde nationale). Deux projets sont refusés en 1832 et 1834 (proposés par Saint-Owens, architecte de Pézenas ; il fit par la suite deux propositions moins onéreuses sans parvenir à convaincre le conseil municipal). C'est en août 1837 que la proposition de Geoffroy, ingénieur, est validée. Son orgue, restauré en 1982, est classé monument historique,. Il sera de nouveau restauré, du fait de l'humidité dans l'église.

#### Autres lieux et monuments

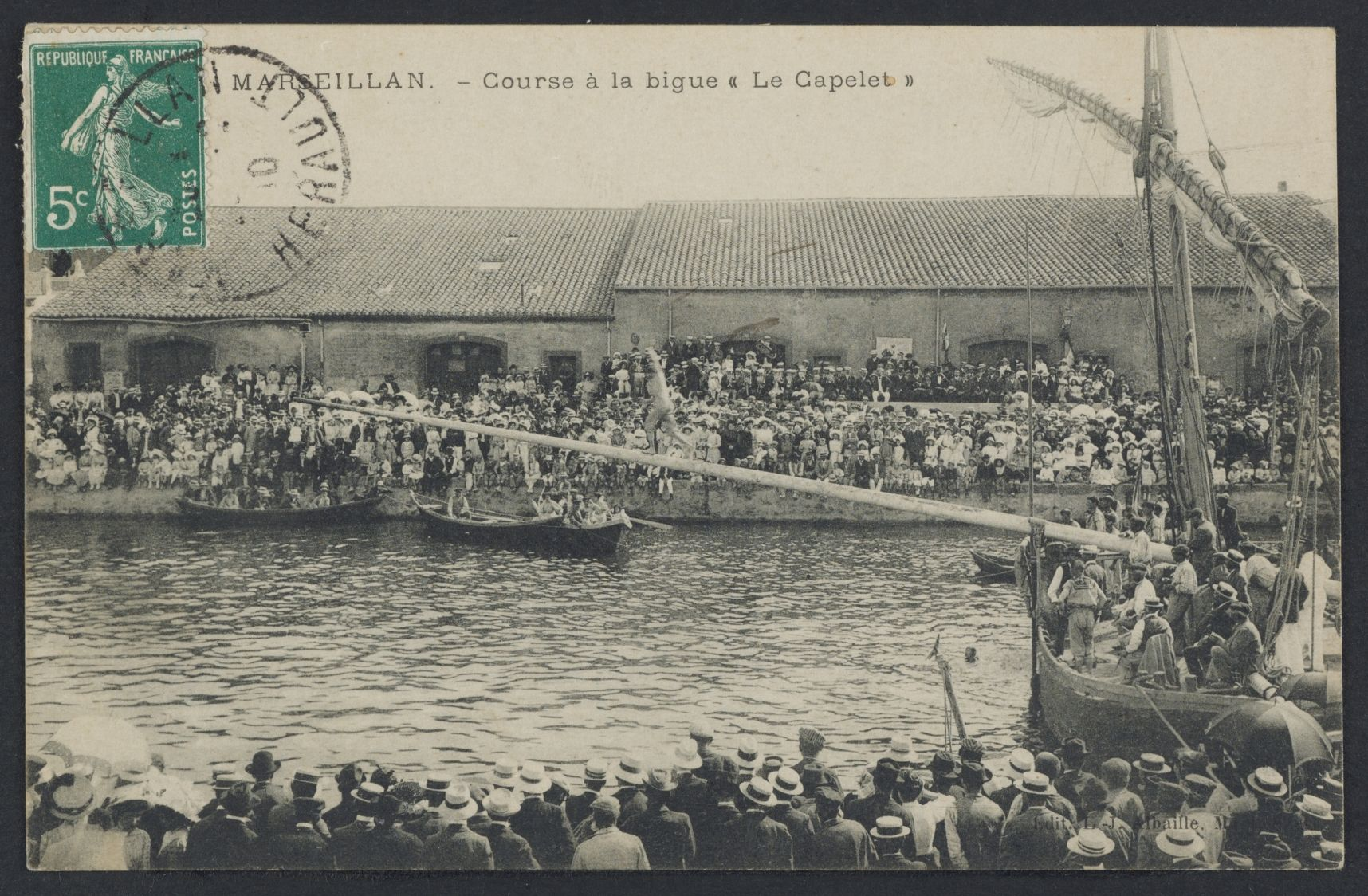
Carte postale de la course à la bigue (fin).

Le « marché couvert » : la place du marché fut couverte en 1310 d'un édifice en bois, et plus tard d'une charpente bordée en vénitienne qui fut entièrement refaite en 1984. Ses arches sont construits en pierres basaltiques noires d'Agde.

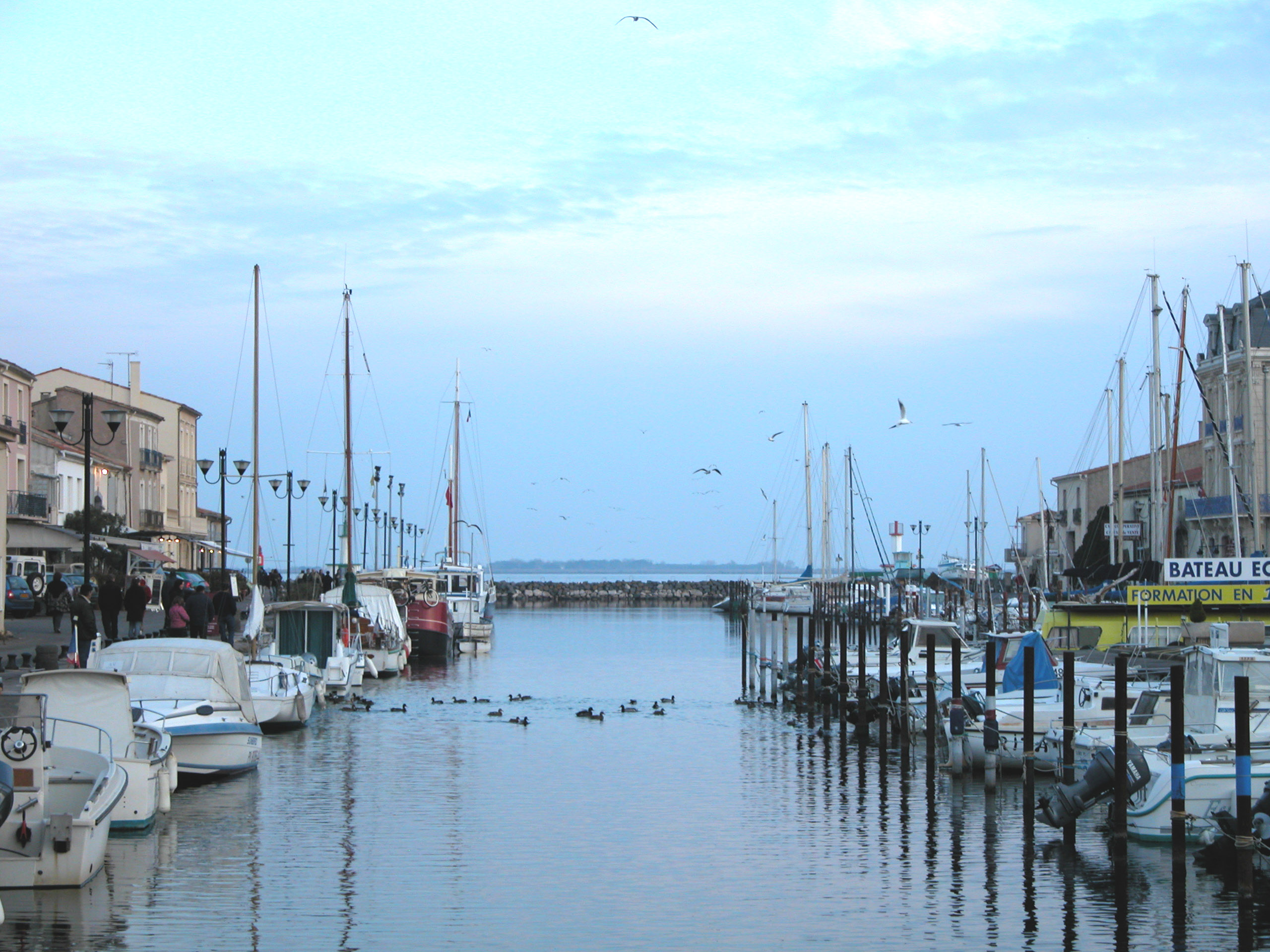
Le port de Marseillan, côté ville.

La ville abrite le théâtre Henri Maurin (construit de 1911 à 1920), un des derniers théâtres « à l'italienne » du département de l'Hérault, ainsi que, selon la tradition, la plus ancienne statue de Marianne de France, œuvre du sculpteur Taillefer, qui fut érigée en 1878.
Le port de Marseillan-Ville s'ouvre sur l'étang de Thau. Il héberge non seulement des barques de pêche traditionnelles mais aussi des bateaux de plaisance plus imposants (voiliers, catamarans, péniches...). Il dispose de 320 places à l'année.
Le port de Marseillan-Plage, situé à l'embouchure du canal de Pisse-Saumes qui relie l'étang de Thau à la mer Méditerranée, allie activités mytilicoles et de plaisance. Il dispose de 170 places à l'année.
L'allée du Général-Roques, symbole de la prospérité du Marseillan du XIXe siècle, fut inaugurée le 1er juillet 1893. Elle portait alors le nom d'esplanade ou promenade.

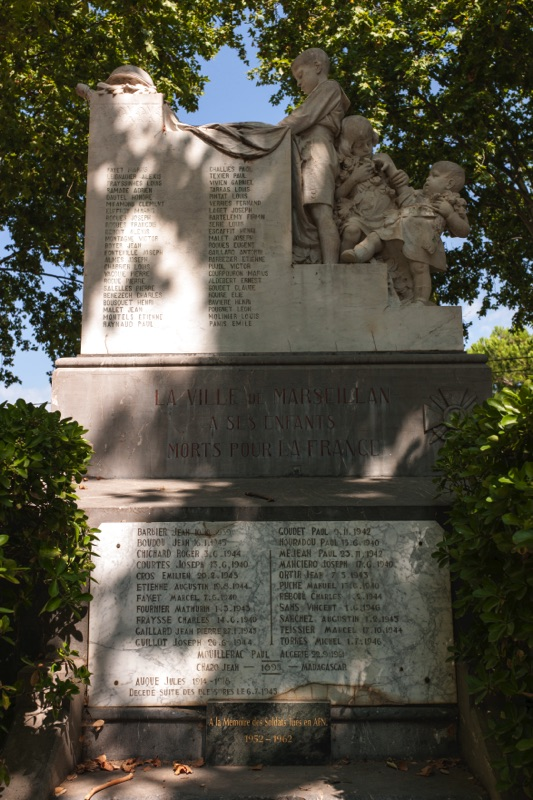
Monument aux morts construit après la Première Guerre mondiale.

Un monument aux morts est bâti après la Première Guerre mondiale. Ce monument se distingue de la plupart des monuments aux morts de l'Hérault car des orphelins sont représentés dessus. Dans l'Hérault, ce choix n'a été fait que dans trois communes (Marseillan, Péret et Vieussan). Oddon Abbal explique dans son livre qu'un étendard et un casque se trouvent sur la partie gauche en hauteur et qu'en face se trouvent les trois enfants, le premier « se recueille », la seconde aide le plus petit à monter, et ce dernier tient un « bouquet orné d'un ruban sur lequel on peut lire A notre père ». Selon Oddon Abbal, le monument a été construit sans caractéristique patriotique, et a donc pour objectif principal de rendre hommage aux défunts.

Depuis le début de l'année 2007, le château d'eau est recouvert de 200 000 coquilles d'huîtres fournies par les restaurants de la région. Il s'agit d'une œuvre d'art illustrant la mer réalisée par l'architecte et artiste gantois Marnix Verstraeten.

### Patrimoine culturel
La médiathèque « La Fabrique » propose à ses abonnés l'emprunt de livres, bandes dessinées, CD audio et magazines.
Le théâtre Henri-Maurin donne des spectacles tout au long de l'année.

#### Cinéma
D'octobre 2014 à février 2015, une grande partie du tournage de la mini-série télévisée Le Secret d'Élise s'est effectué à Marseillan.